# Impero partico
L'Impero partico o arsacide fu una delle potenze politiche e culturali iraniche nell'antica Persia. Era retto dalla dinastia arsacide, fondata da Arsace I, capo della tribù nomade scitico-iranica dei Parni, che fondò l'impero a metà del III secolo a.C. conquistando la Partia, nel nord-est dell'Iran, una satrapia allora in rivolta contro l'Impero seleucide. 
Sotto Mitridate I di Partia, l'impero si espanse conquistando la Media e la Mesopotamia a danno dei Seleucidi. Al suo culmine (I secolo a.C.), si estendeva dall'Eufrate (odierna Turchia sud-orientale) all'Iran orientale. Era attraversato dalla Via della seta, che collegava l'Impero romano nel bacino del Mediterraneo all'Impero Han della Cina, e conobbe fiorenti traffici commerciali.
I Parti assorbirono vari aspetti delle civiltà dei popoli sottomessi, specie quelli delle civiltà persiana ed ellenistica. Con il passare dei secoli la civiltà persiana prevalse su quella ellenistica, che fu progressivamente abbandonata, anche se mai del tutto. I re arsacidi erano detti "re dei re" e si consideravano eredi dell'Impero achemenide. Ne differivano però per un sistema di governo più decentrato: molte regioni erano governate da re vassalli, non da satrapi. Con l'espansione dell'impero, la sede del governo fu spostata da Nisa, in Turkmenistan, a Ctesifonte, lungo il Tigri (poco a sud dell'odierna Baghdad, in Iraq); varie altre città furono capitali per breve tempo.
I primi nemici dei Parti furono i Seleucidi a ovest e gli Sciti a est. Tuttavia, man mano che la Partia si espanse a ovest, venne a scontrarsi con il Regno d'Armenia e poi con Roma. Roma e la Partia si contesero per secoli il controllo indiretto sul regno cliente d'Armenia. I conflitti tra le due potenze, combattuti in Armenia, Siria e Mesopotamia, finirono senza risultati decisivi, e nessun contendente riuscì a togliere territori stabilmente all'altro. Le frequenti guerre civili tra i pretendenti al trono partici furono più pericolose delle invasioni straniere, e l'Impero dei Parti cadde quando Ardashir I, un re vassallo dei Parti, si rivoltò contro gli Arsacidi e ne detronizzò l'ultimo re, Artabano IV. Nel 224 d.C. Ardashir fondò l'Impero sasanide, destinato a governare l'Iran e larga parte del Vicino Oriente fino alle conquiste islamiche del VII secolo d.C., anche se la dinastia arsacide si perpetuò nella dinastia arsacide di Armenia.
Le fonti native partiche, scritte in partico, in greco e in numerosi altri idiomi, sono assai poche se comparate a quelle sasanidi o achemenidi. A parte poche tavolette cuneiformi, ostraca frammentari, iscrizioni rupestri, dracme ed alcuni altri documenti, molta della storia dei Parti è pervenuta solo tramite fonti estere, greche e romane, ma anche cinesi. L'arte partica è considerata dagli studiosi una fonte valida per lo studio e la comprensione di quegli aspetti della società e della cultura partica che non sono trattati nelle altre fonti.

## Storia

### Origini
Prima che Arsace I fondasse la dinastia arsacide, egli era il capo tribale dei Parni, una delle diverse tribù nomadi facenti parte della confederazione dei Dahae. I Parti erano una popolazione indoeuropea proveniente dall'Asia Centrale e risiedevano a nord della Partia. Quest'ultima era una provincia nord-orientale dell'Impero achemenide prima, e seleucide poi. La scarsa attenzione dedicata alle province orientali del loro impero dai sovrani seleucidi di Siria permise al satrapo Andragora di rivoltarsi e separare la Partia dal resto dell'Impero intorno al 247 a.C.; poco tempo dopo, intorno al 238 a.C., la Partia fu invasa dai Parni, condotti da Arsace I, che deposero Andragora e si impadronirono della regione, fondando così l'Impero partico, come narrato dallo storico romano Giustino: 
(Giustino, XLI, 4)

### Inizi dell'Impero dei Parti (dal 247-171 a.C.)

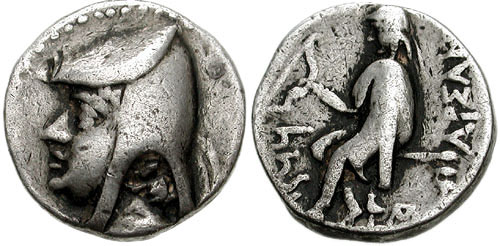
Dracma d'argento di Arsace I (r. c. 247-211 a.C.) con un'iscrizione in alfabeto greco del suo nome (ΑΡΣΑΚΟΥ).

Non è chiaro perché la corte arsacide abbia scelto retroattivamente il 247 a.C. come primo anno dell'era arsacide. Alcuni studiosi, come Vesta Sarkhosh Curtis, asseriscono che il 247 a.C. fu semplicemente l'anno in cui Arsace venne nominato capo tribale dei Parni; altri studiosi, come Homa Katouzian e Gene Ralph Garthwaite, sostengono invece che fu in quell'anno che Arsace conquistò la Partia ed espulse le autorità seleucidi; altri ancora, come Curtis e Maria Brosius, ritengono che Andragora sia stato rovesciato dagli Arsacidi solo nel 238 a.C. Adrian David Hugh Bivar conclude che Arsace I conquistò la regione intorno al 238 a.C., ma "retrodatò i suoi anni di regno" al momento in cui i Seleucidi persero il controllo della Partia a causa della rivolta del loro satrapo Andragora (247 a.C.).
Non è ben chiaro chi sia stato il successore di Arsace I, anche a causa delle discordanze tra le fonti: secondo i frammenti della Parthica di Arriano, alla morte di Arsace I gli succedette il fratello Tiridate I, a sua volta succeduto dal figlio Artabano I; per lo storico romano Giustino, invece, il successore di Arsace I fu il figlio Arsace II. In passato, sulla base dell'autorevole parere dello studioso polacco Jozef Wolski, la versione di Arriano è stata respinta a favore del racconto di Giustino da molta della storiografia moderna, per la quale Tiridate I era da considerarsi un sovrano leggendario e Arsace I avrebbe in realtà regnato dal 246 a.C. fino al 211 a.C., succeduto dal figlio Arsace II. Recentemente, tuttavia, la teoria che ad Arsace I succedette il fratello e non il figlio è tornata in auge in seguito al rinvenimento di un ostracon nel corso di scavi archeologici, che attesta che Friapazio fosse il "figlio del nipote di Arsace", suggerendo che effettivamente suo padre, Artabano I/Arsace II, non era figlio di Arsace I, come sostenuto da Giustino, bensì figlio del fratello, come sostenuto da Arriano. Sulla base di questo ostracon, Bivar conclude che la versione di Arriano non può essere respinta del tutto. Gli studiosi sono tuttora divisi tra chi, come Katouzian, ritiene che ad Arsace I succedette il fratello Tiridate I, e chi, come Curtis e Brosius, sostiene che Arsace II fu l'immediato successore di Arsace I. Anche le date di inizio e fine regno sono incerte: Curtis sostiene che il regno di Arsace II ebbe inizio nel 211 a.C., mentre per Brosius ciò avvenne nel 217 a.C. Come osserva Bivar, il 138 a.C., l'ultimo anno di regno di Mitridate I, è "la prima data di regno della storia dei Parti che è possibile determinare con precisione." A causa di queste e altre discrepanze, Bivar ha redatto due distinte cronologie dei re accettate dagli storici.

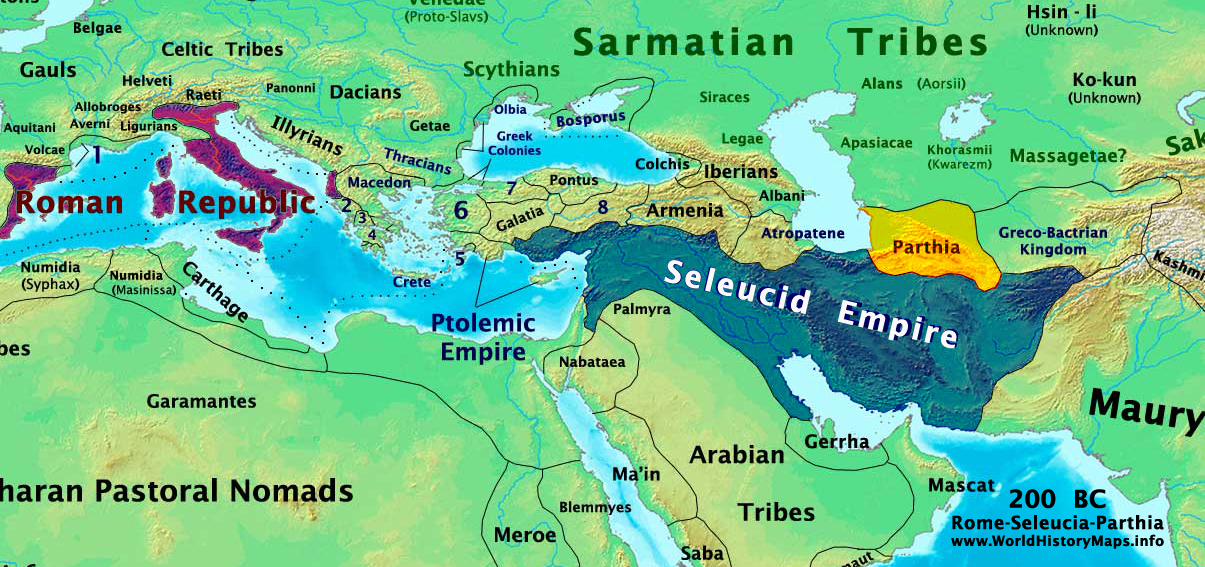
La Partia, in giallo, l'Impero seleucide (blu) e la Repubblica romana (viola) nel 200 a.C.

Negli anni successivi, Arsace consolidò la sua posizione in Partia e in Ircania approfittando del fatto che i Seleucidi erano impegnati in una guerra contro il re ellenistico d'Egitto Tolomeo III Euergete (r. 246-222 a.C.), che tra l'altro aveva invaso la Siria stessa e dunque non potevano concentrare le loro attenzioni sulle province orientali dell'impero. Il conflitto con Tolomeo, la cosiddetta Terza guerra siriaca (246-241 a.C.), consentì anche a Diodoto I di rivoltarsi e fondare il regno greco-battriano nell'Asia Centrale. Il successore di quest'ultimo, Diodoto II, formò un'alleanza con Arsace contro i Seleucidi; malgrado tale alleanza, i Parti furono messi in difficoltà dalla successiva controffensiva seleucide volta a riconquistare i territori perduti: Arsace fu temporaneamente costretto a ritirarsi dalla Partia dalle forze di Seleuco II Callinico (r. 246-225 a.C.), anche se poi, dopo aver trascorso un periodo in esilio presso la tribù nomade degli Apasiacae, riuscì a sferrare una vittoriosa controffensiva che gli consentì di riconquistare il proprio regno. 
Il successore di Seleuco II, Antioco III il Grande (r. 222-187 a.C.), fu incapace di intervenire immediatamente perché le sue truppe erano ancora impegnate a reprimere la rivolta di Molone in Media.
Antioco III lanciò una campagna massiccia per riconquistare la Partia e la Battria nel 210 o nel 209 a.C. Fallì nel suo intento, ma negoziò un accordo di pace con Arsace II. A quest'ultimo fu garantito il titolo di re (in greco antico: basileus) in cambio della sua sottomissione ad Antioco III e del riconoscimento della sua superiorità. I Seleucidi furono incapaci di intervenire ulteriormente negli affari partici a causa della crescente influenza acquisita dalla Repubblica romana in Asia Minore e della conseguente sconfitta seleucide a Magnesia nel 190 a.C. Friapazio (r. ca. 191-176 a.C.) succedette ad Arsace II, seguito a sua volta da Fraate I (r. ca. 176-171 a.C.). Fraate I governò la Partia senza alcuna interferenza seleucide.

### Espansionismo (171-92 a.C.)

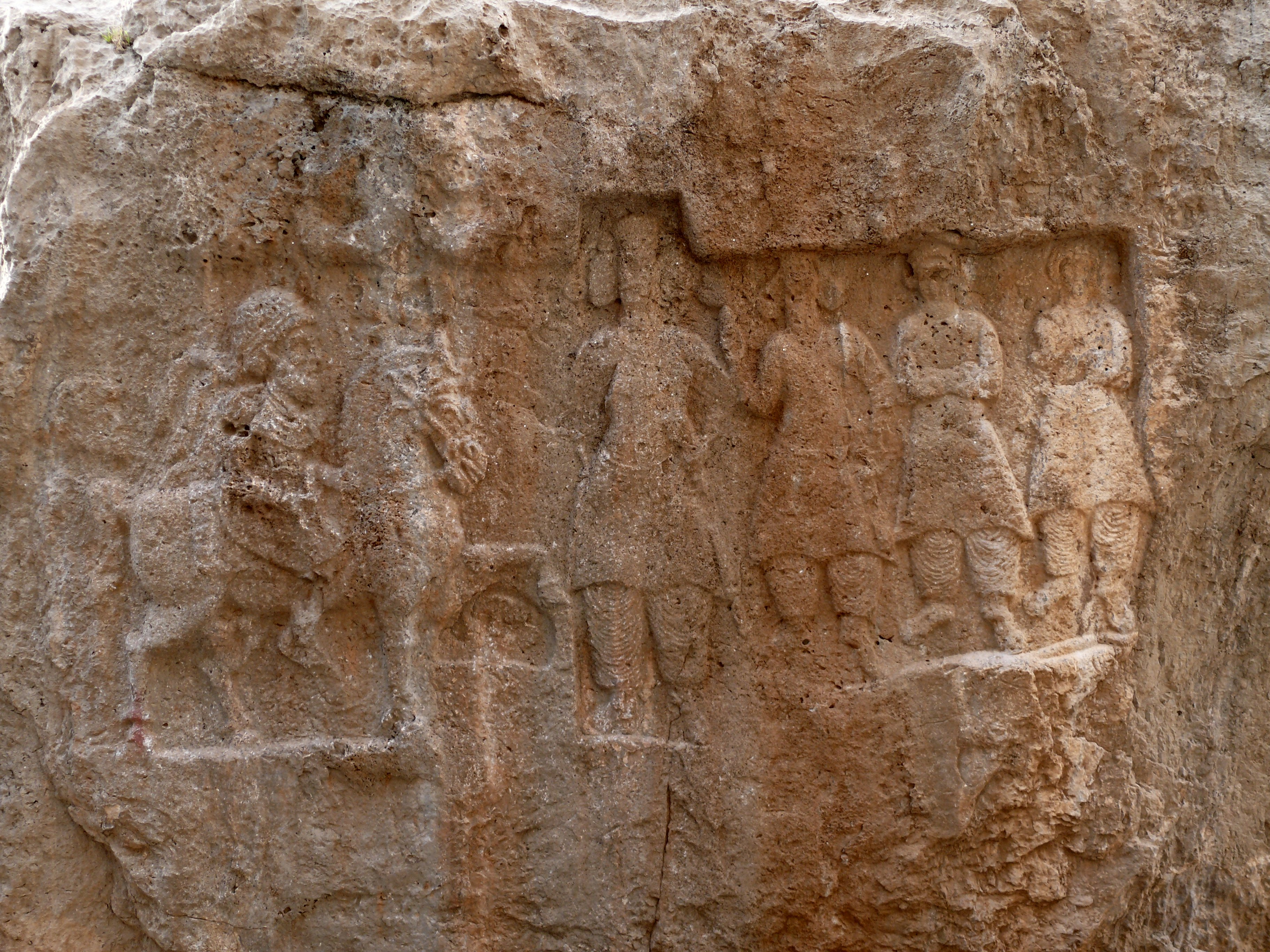
Bassorilievo scavato nella roccia di Mitridate I di Partia (r. c. 171-138 a.C.), che lo mostra cavalcare a cavallo, a Xong-e Ashdar, città dello Izeh, Khūzestān, Iran.

Fraate I ampliò i possedimenti del suo impero fino alle Porte di Alessandro, occupando Apamea Ragiana, il cui sito è tuttora ignoto. Ma la più vasta espansione territoriale dell'Impero partico avvenne durante il regno del fratello e successore Mitridate I di Partia che Katouzian paragona a Ciro il Grande, fondatore dell'Impero achemenide.
Le relazioni tra la Partia e la Greco-Battria si erano nel frattempo deteriorate e le forze di Mitridate ne conquistarono due eparchie durante il regno di Eucratide I (r. ca.  170-145 a.C.). Volgendosi in seguito contro i Seleucidi, Mitridate invase la Media e occupò Ecbatana nel 148 o nel 147 a.C.; la regione era stata destabilizzata da una recente soppressione seleucide di una rivolta locale condotta da Timarco. A questa vittoria seguì la conquista partica di Babilonia in Mesopotamia; Mitridate batté moneta a Seleucia nel 141 a.C. e organizzò nella regione una cerimonia di investitura ufficiale. Mentre Mitridate si ritirava in Ircania, le sue forze sottomisero i regni di Elimaide e Characene e occuparono Susa. A quell'epoca, l'autorità dei Parti in oriente si estendeva fino all'Indo.
Mentre Ecatompilo era stata la prima capitale dei Parti, Mitridate scelse come proprie residenze reali Mithradatkert (Nisa, nel Turkmenistan), dove furono costruiti i sepolcri dei re arsacidi, Seleucia al Tigri, Ecbatana, e Ctesifonte, una nuova città da lui stesso fondata. Ecbatana divenne la principale residenza estiva del re arsacide. Ctesifonte, invece, potrebbe non essere diventata la capitale ufficiale fino al regno di Gotarze I (r. c. 90-80 a.C.). Divenne il luogo dove avveniva la cerimonia di incoronazione del re e la città rappresentativa degli Arsacidi, secondo Brosius.
I Seleucidi non furono in grado di intervenire immediatamente in quanto intenti a reprimere una rivolta nella capitale Antiochia condotta dal generale Diodoto Trifone (142 a.C.). Malgrado la rivolta di Trifone fosse ancora in corso, nel 140 a.C. Demetrio II Nicatore lanciò una controffensiva contro i Parti in Mesopotamia: il suo obbiettivo era probabilmente non solo la riconquista delle province perdute ma anche il reclutamento di truppe fresche da quelle regioni per reprimere la rivolta di Trifone. Malgrado taluni successi iniziali, i Seleucidi vennero sconfitti e Demetrio stesso fu catturato dai Parti e condotto in prigionia in Ircania. Qui Mitridate trattò il suo prigioniero con grande ospitalità, consentendogli di sposare finanche sua figlia, la principessa partica Rhodogune.

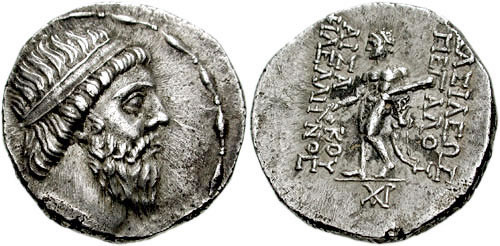
Dracma di Mitridate I di Partia, mostrandolo con la barba e con un diadema reale in testa.

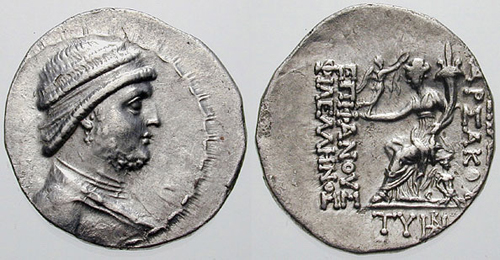
Dracma di Mitridate II di Partia (r. c. 124-90 a.C.)

Nel frattempo Antioco VII Sidete (r. 138-129 a.C.), fratello di Demetrio, ascese al trono seleucide e sposò la moglie di quest'ultimo Cleopatra Tea. Dopo aver sconfitto Diodoto Trifone, nel 130 a.C. Antioco lanciò una spedizione di riconquista della Mesopotamia, ora sottomessa al re dei Parti Fraate II (r. c. 138-128 a.C.). In un primo momento il successo arrise ai Seleucidi: il generale partico Indate fu sconfitto presso il Grande Zab, a cui seguì una rivolta locale nella quale il governatore partico di Babilonia rimase ucciso; dopo aver sconfitto i Parti in tre battaglie, Antioco conquistò Babilonia e occupò Susa, dove batté moneta. Dopo l'avanzata del suo esercito in Media, i Parti implorarono la pace ed Antioco impose loro la restituzione di tutte le terre conquistate dagli Arsacidi nei decenni precedenti salvo la Partia stessa, il pagamento di un pesante tributo e la liberazione dalla prigionia dell'ex re seleucide Demetrio. Fraate tuttavia rifiutò tali condizioni di pace, salvo il concedere la libertà a Demetrio, che inviò in Siria. Nella primavera del 129 a.C., i Medi erano in rivolta aperta contro Antioco, il cui esercito aveva causato l'esaurimento delle risorse agricole durante l'inverno. Mentre l'esercito seleucide tentava di reprimere le rivolte, il grosso dell'esercito partico attaccò la regione e uccise Antioco in battaglia. Suo figlio Seleuco, accolto nella corte partica, fu trattato con onori degni di un principe, mentre una figlia entrò a far parte dell'harem di Fraate.
Mentre i Parti riconquistavano i territori perduti in occidente, un'altra minaccia sorse ad oriente. Nel 177-176 a.C. la confederazione nomade Xiongnu scacciò gli Yuezhi dalle loro terre, corrispondenti all'odierna provincia di Gansu in Cina nordoccidentale; gli Yuezhi di conseguenza migrarono ad occidente in Bactria e scacciarono le tribù Saka (Sciti), a loro volta costrette a spostarsi ulteriormente ad occidente, dove invasero le frontiere nordorientali dell'Impero partico. Il re partico Mitridate fu quindi costretto a ritirarsi in Ircania dopo aver conquistato la Mesopotamia.
Alcuni dei Saka furono arruolati nell'esercito di Fraate inviato contro Antioco. Tuttavia, arrivarono troppo in ritardo per essere impiegate nel conflitto. Poiché Fraate si rifiutò di pagarli, i Saka si rivoltarono, rivolta che il re partico tentò di reprimere con l'aiuto di ex soldati seleucidi, ma anche questi abbandonarono Fraate e unirono le forze con i Saka. Fraate II marciò contro questa coalizione, ma fu vinto ed ucciso in battaglia. Il suo successore Artabano I (r. c. 128-124 a.C.) condivise una sorte simile combattendo i nomadi in oriente: lo storico romano Giustino sostiene che Artabano fu ucciso dai Tocari (identificati con gli Yuezhi), ma, secondo taluni studiosi, questa affermazione è poco plausibile ed è possibile che Giustino li abbia confusi con i Saka; in ogni caso, Bivar sostiene che, data la laconicità delle informazioni fornite dalle fonti, sarebbe preferibile mantenersi aderenti ad esse il più possibile. Mitridate II di Partia (r. c. 124-90 a.C.) recuperò in seguito le terre perdute a vantaggio dei Saka in Sistan, riuscendo non solo a rendere sicure le frontiere orientali contro i nomadi, ma persino ad espandere l'Impero.

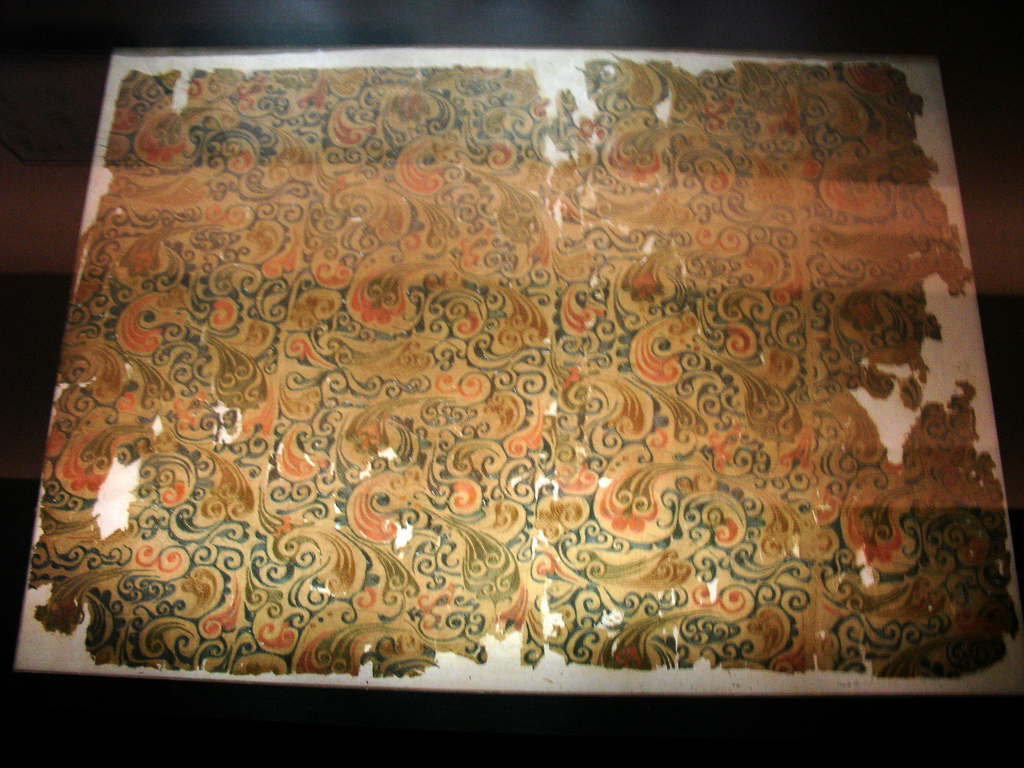
Seta cinese da Mawangdui, II secolo a.C., dinastia Han; la seta proveniente dalla Cina era forse la merce di lusso più lucrosa che i Parti commerciavano nell'estremità occidentale della Via della seta.

In seguito al ritiro seleucide dalla Mesopotamia, il governatore partico di Babilonia, Himerus, ricevette l'ordine dalla corte arsacide di conquistare il Characene, all'epoca governato da Hyspaosines dal Charax Spasinu. Quando la conquista del Characene fallì, Hyspaosines invase Babilonia nel 127 a.C. e occupò Seleucia. Ma nel 122 a.C., Mitridate II cacciò Hyspaosines da Babilonia e lo sconfisse, rendendo i re del Characene vassalli dei Parti. Dopo che Mitridate espanse i domini dei Parti ancora più ad occidente, occupando Dura-Europos nel 113 a.C., venne coinvolto in un conflitto contro il Regno di Armenia. Le sue forze sconfissero e deposero Artavaside I d'Armenia nel 97 a.C., prendendo come ostaggio suo figlio Tigrane, che sarebbe poi diventato Tigrane II "il Grande" di Armenia (r. c. 95-55 a.C.).
Il Regno indo-parto, il cui territorio si estendeva sugli odierni Afghanistan e Pakistan, strinse un'alleanza con i Parti nel I secolo a.C. Bivar sostiene che questi due stati si consideravano pari dal punto di vista politico. Si narra che, quando il filosofo greco Apollonio di Tiana visitò la corte di Vardane I (r. c. 40-47 d.C.) nel 42 d.C., egli espresse la volontà di viaggiare in Indo-Partia, per cui Vardane gli fornì la protezione di una carovana. Quando Apollonio raggiunse la capitale dell'Indo-Partia, Taxila, il comandante della carovana lesse la lettera ufficiale di Vardane, forse scritta in partico, a un ufficiale indiano che trattò di conseguenza Apollonio con grande ospitalità.

### Parti, Roma e la questione armena (92 a.C.-31 a.C.)

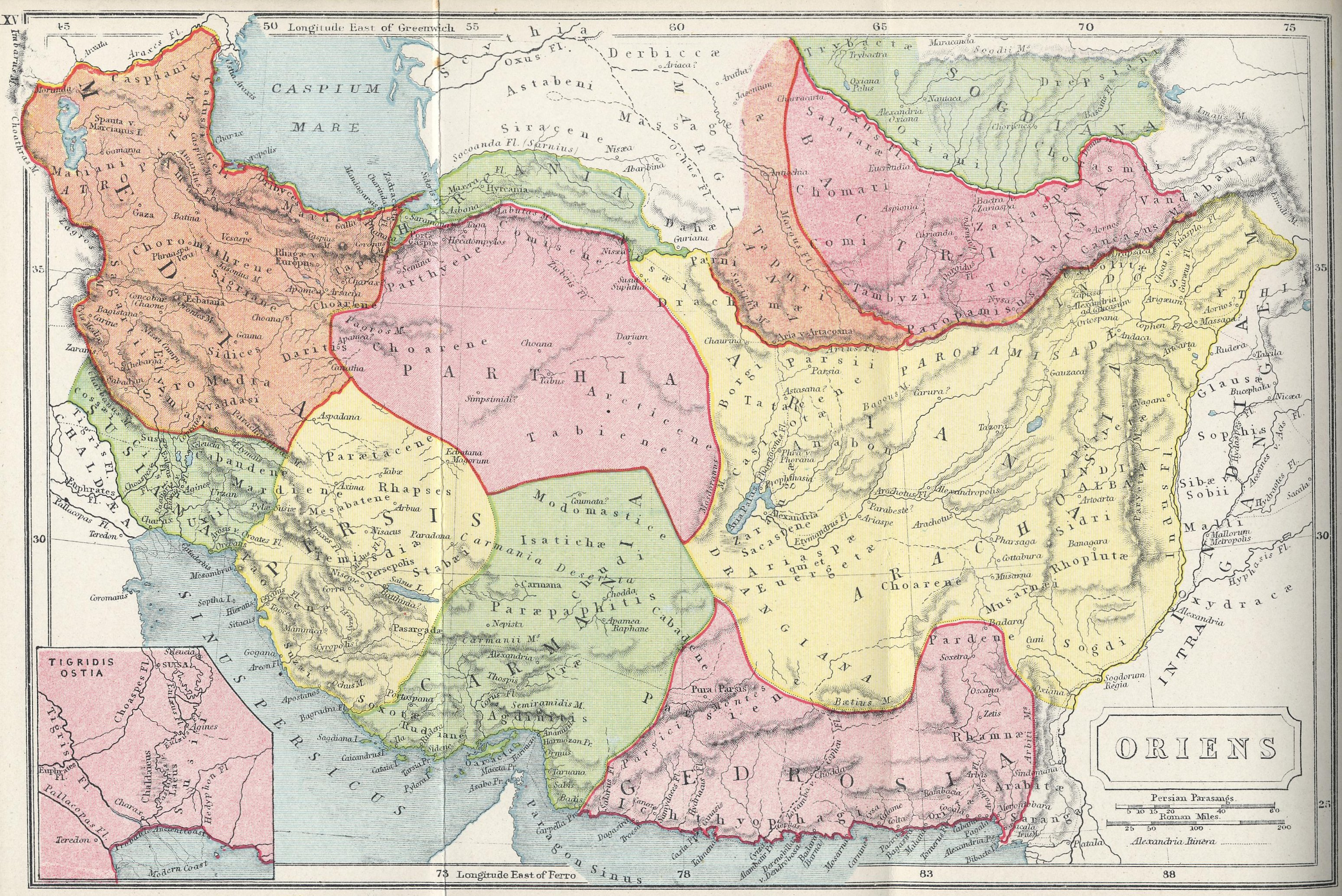
L'Impero dei Parti ed i suoi regni nella sua massima espansione, 60 a.C. circa

L'Impero Kusana Yuezhi nell'India settentrionale garantì largamente la sicurezza della frontiera orientale della Partia. Per questi motivi, dalla metà del I secolo a.C. in poi, la corte arsacide si concentrò soprattutto sull'obiettivo di rendere sicura la frontiera occidentale, minacciata da Roma. Un anno dopo la sottomissione dell'Armenia ad opera di Mitridate II, Lucio Cornelio Silla, proconsole della provincia romana di Cilicia, si incontrò con il diplomatico partico Orobazo presso il fiume Eufrate. I due firmarono un trattato che stabiliva che il fiume sarebbe stato il confine tra la Partia e Roma, anche se Rose Mary Sheldon sostiene che Silla avesse solamente l'autorità di comunicare queste condizioni a Roma.
Nonostante questo trattato, nel 93 o nel 92 a.C. la Partia combatté una guerra in Siria contro il capo locale Laodice e il suo alleato seleucide Antioco X Eusebe (r. 95-92? a.C.), uccidendo quest'ultimo. Quando uno degli ultimi monarchi seleucidi, Demetrio III Euchero, tentò di assediare Beroea (moderna Aleppo), la Partia inviò aiuti militari agli abitanti e Demetrio fu sconfitto.

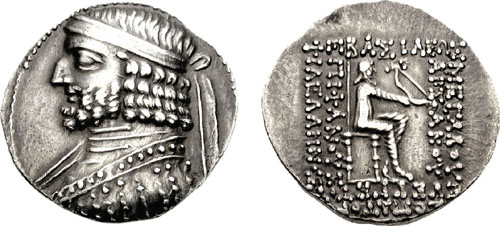
Dracma di Orode I (r. c. 90-80 a.C.)

In seguito al regno di Mitridate II, l'Impero partico fu diviso: Gotarze I governò la Babilonia, mentre Orode I (r. c. 90-80 a.C.) governò la Partia. La divisione in due dell'Impero indebolì la Partia, consentendo a Tigrane II di Armenia di annettere del territorio partico nella Mesopotamia occidentale. Questi territori ritornarono in mano partica solo nel corso del regno di Sanatruce (r. c. 78-71 a.C.). In seguito allo scoppio della terza guerra mitridatica, Mitridate VI del Ponto (r. 119-63 a.C.), alleato del re d'Armenia Tigrane II, chiese ai Parti aiuti contro Roma, ma Sanatruce rifiutò di intervenire nel conflitto. Quando il comandante romano Lucullo marciò contro la capitale dell'Armenia Tigranocerta nel 69 a.C., Mitridate VI e Tigrane II implorarono l'aiuto di Fraate III (r. c. 71-58 a.C.). Fraate non inviò ancora una volta aiuti, e dopo la caduta di Tigranocerta riconfermò con Lucullo l'Eufrate come confine tra la Partia e Roma.
Tigrane minore, figlio di Tigrane II, dopo un tentativo fallito di usurpazione del trono armeno ai danni del padre, fuggì presso Fraate III convincendolo a marciare contro la nuova capitale dell'Armenia, Artaxarta. Quando l'assedio fallì, Tigrane minore fuggì di nuovo, stavolta presso il comandante romano Pompeo, promettendogli che gli avrebbe fatto da guida attraverso l'Armenia; tuttavia, quando Tigrane II si sottomise a Roma come re cliente, Tigrane minore fu condotto a Roma come ostaggio. A questo punto, Fraate chiese a Pompeo di consegnargli Tigrane minore, ricevendo però il rifiuto di Pompeo. Per rappresaglia, Fraate sferrò un'invasione nel Corduene (Turchia sudorientale), dove, secondo due discordanti resoconti romani, il console romano Lucio Afranio costrinse i Parti al ritiro o con la forza militare o con la diplomazia.
In seguito all'uccisione di Fraate III, assassinato dai suoi stessi figli (Orode II e Mitridate III), in Partia scoppiò una guerra per la successione tra i due parricidi in cui sembrò inizialmente avere la meglio Orode, che costrinse Mitridate a fuggire in Siria romana. Aulo Gabinio, proconsole della provincia romana di Siria, decise di sostenere Mitridate nella guerra civile, ma declinò successivamente ogni supporto bellico perché impegnato ad assistere Tolomeo XII Aulete (r. 80-58; 55-51 a.C.) nella repressione di una rivolta in Egitto. Nonostante avesse perso l'appoggio dei Romani, Mitridate riuscì comunque a conquistare Babilonia, e batté moneta a Seleucia fino al 54 a.C. In quell'anno, il generale di Orode, noto come Surena, nome derivante dal nome della sua famiglia aristocratica, riconquistò Seleucia e fece giustiziare Mitridate.
Il triumviro e proconsole della Siria, Marco Licinio Crasso, sferrò un'invasione in Partia nel 53 a.C. in sostegno di Mitridate, conducendo la sua armata in direzione di Carre (moderna Harran, Turchia sudorientale). Orode II reagì all'incursione romana inviando contro Crasso il suo miglior generale, Surena, mentre egli stesso sferrò, con un altro esercito, l'invasione dell'Armenia, in modo da impedire all'alleato di Roma Artavasde II di Armenia (r. 53-34 a.C.) di intervenire in appoggio ai Romani. Alla fine Orode riuscì a rompere l'alleanza tra Artavasde e Roma: persuase il re armeno ad allearsi con lui tramite il matrimonio combinato tra l'erede al trono partico Pacoro I e la sorella di Artavasde.
Nel frattempo Surena, con un esercito composto unicamente da cavalieri, si scontrò con Crasso presso Carre. I 1 000 catafratti, armati con lance, e i 9 000 arcieri a cavallo di Surena erano in inferiorità numerica di quattro a uno rispetto all'esercito di Crasso, che comprendeva sette legioni romane, numerosi ausiliari, molti dei quali erano cavalieri Galli, e numerose coorti di fanteria leggera. Contando su un convoglio di circa 1 000 cammelli, gli arcieri a cavallo partici venivano costantemente riforniti di frecce. Essi impiegavano la tattica del "tiro alla partica", che consisteva nel fingere la ritirata, per poi voltarsi indietro e scoccare frecce contro gli avversari. Questa tattica, combinata con l'uso di pesanti archi compositi su un campo pianeggiante, procurò danni immensi alla fanteria di Crasso. Con circa 20 000 romani caduti sul campo di battaglia, circa 10 000 catturati, e altri 10 000 circa in fuga verso occidente, Crasso cercò la fuga nelle campagne armene. Alla testa del suo esercito, Surena avvicinò Crasso, offrendogli un colloquio, che Crasso accettò. Tuttavia, uno dei legati di Crasso, sospettando un tranello, tentò di fermarlo mentre cavalcava verso l'accampamento di Surena, e nella lotta conseguente il triumviro fu ucciso.
La sconfitta di Crasso a Carre fu una delle peggiori sconfitte subite da Roma nel corso della sua millenaria storia. La vittoria della Partia cementò la sua reputazione come potenza almeno pari a Roma. Dopo una marcia di circa 700 km, Surena entrò trionfante a Seleucia portando con sé, oltre al suo esercito, anche i prigionieri di guerra e un immenso bottino. Tuttavia, temendo le sue ambizioni al trono arsacide, Orode fece giustiziare Surena poco tempo dopo.

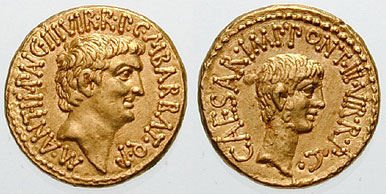
Aurei romani raffiguranti Marco Antonio (sinistra) ed Ottaviano (destra), coniati nel 41 a.C. per celebrare l'istituzione del Secondo triumvirato ad opera di Ottaviano, Antonio e Marco Lepido nel 43 a.C.

Incoraggiati dalla vittoria su Crasso, i Parti tentarono di conquistare i territori romani in Asia. L'erede al trono Pacoro I e il suo comandante Osace saccheggiarono la Siria fino ad Antiochia nel 51 a.C., ma vennero respinti da Gaio Cassio Longino, che in un'imboscata uccise Osace. Successivamente, quando a Roma scoppiò la Guerra civile fra Giulio Cesare e Pompeo, gli Arsacidi si schierarono con quest'ultimo. In seguito inviarono soldati per sostenere le truppe dei cesaricidi nella Battaglia di Filippi del 42 a.C. Quinto Labieno, figlio di Tito Labieno e fedele a Cassio e Bruto, si schierò con la Partia contro il Secondo triumvirato nel 40 a.C.; l'anno successivo invase la Siria insieme a Pacoro I. Il triumviro Marco Antonio non fu in grado di condurre la difesa romana contro la Partia a causa della sua partenza per la Italia, dove ammassò le sue forze per scontrarsi con il rivale Ottaviano, e alla fine condusse negoziazioni con lui a Brindisi. Dopo che la Siria fu occupata dall'esercito di Pacoro, Labieno si separò dal grosso dell'esercito partico per invadere l'Anatolia mentre Pacoro e il suo comandante Barzafarne invasero la Siria romana. Essi sottomisero tutti gli insediamenti lungo la costa mediterranea a sud fino a Ptolemais (moderna Acri), con l'unica eccezione di Tiro. In Giudea, le forze ebraiche pro-romane condotte da Ircano II, Fasaele, e Erode furono sconfitte dai Parti e dal loro alleato ebraico Antigono II Mattatia (r. 40-37 a.C.); quest'ultimo fu incoronato re di Giudea mentre Erode fuggiva nella sua fortezza a Masada.
Nonostante questi successi, i Parti furono ben presto espulsi dalla Siria da una controffensiva romana. Publio Ventidio Basso, un ufficiale di Marco Antonio, sconfisse e fece giustiziare Labieno nella Battaglia delle porte cilicie (in Turchia) nel 39 a.C. Poco tempo dopo, un esercito partico condotto dal generale Farnapate fu sconfitto in Siria da Ventidio nella battaglia del Monte Amano. Di conseguenza, Pacoro I fu costretto temporaneamente a ritirarsi dalla Siria. Quando vi ritornò nella primavera del 38 a.C., si scontrò con Ventidio nella Battaglia del Monte Gindaro, a nordest di Antiochia. Pacoro fu ucciso durante la battaglia, e le sue forze si ritirarono oltre l'Eufrate. Alla sua caduta in battaglia seguì una crisi di successione in cui Orode II scelse Fraate IV (r. c. 38-2 a.C.) come suo nuovo erede.

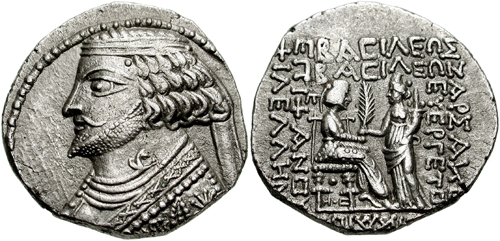
Dracma di Fraate IV (r. c. 38-2 a.C.)

Dopo essere asceso al trono, Fraate IV eliminò i principali rivali al trono uccidendo o esiliando i suoi fratelli. Uno di essi, Monaeses, fuggì presso Antonio e lo convinse a invadere la Partia. Prima di procedere alla spedizione contro la Partia, Antonio si occupò di ricondurre la Giudea nella zona d'influenza romana, detronizzando il re di Giudea Antigono, alleato dei Parti, e insediando al suo posto Erode come re cliente di Roma (37 a.C.). L'anno successivo, quando Antonio marciò fino ad Erzurum, Artavasde II di Armenia cambiò di nuovo alleanza inviando al triumviro dei rinforzi. La successiva mossa di Antonio fu di invadere la Media Atropatene (moderno Azerbaigian), governata dall'alleato della Partia Artavasde I di Media Atropatene, con l'intenzione di espugnarne la capitale Praaspa, l'ubicazione della quale è ancora ignota. La retroguardia dell'esercito di Antonio fu tuttavia attaccata da un esercito partico condotto da Fraate IV in persona, e anche se l'arrivo di rinforzi permise alla retroguardia di Antonio di salvarsi, l'attacco costò molto caro ai Romani: non solo circa 10 000 soldati dell'esercito di Antonio risultarono uccisi nel corso dello scontro, ma i Parti riuscirono a distruggere le armi d'assedio che avrebbero dovuto essere impiegate per l'assedio di Praaspa; inoltre, il rovescio indusse Artavasde e la sua cavalleria armena ad abbandonare le forze del triumviro. Sebbene inseguito dai Parti, l'esercito di Antonio, che si stava nel frattempo ritirando attraverso l'Armenia, riuscì alla fine, seppur con gravi perdite, a raggiungere la Siria. Dopo il fallimento della spedizione, Antonio attirò Artavasde II in un tranello con la promessa di un'alleanza matrimoniale, catturandolo, conducendolo prigioniero a Roma e giustiziandolo (34 a.C.). Successivamente il triumviro tentò di ottenere un'alleanza con Artavasde I di Media Atropatene, le cui relazioni con Fraate IV si erano recentemente deteriorate. Questa fu abbandonata quando Antonio e le sue forze si ritirarono dall'Armenia nel 33 a.C., sia perché non in grado di difendere la regione dagli attacchi dei Parti, sia perché il rivale di Antonio, Ottaviano, stava attaccando le sue forze ad occidente. In seguito alla partenza del triumviro, l'alleato dei Parti Artaxias II salì di nuovo al trono di Armenia.

### Pace con Roma, intrighi di corte e contatti con generali cinesi (31 a.C.-58 d.C.)

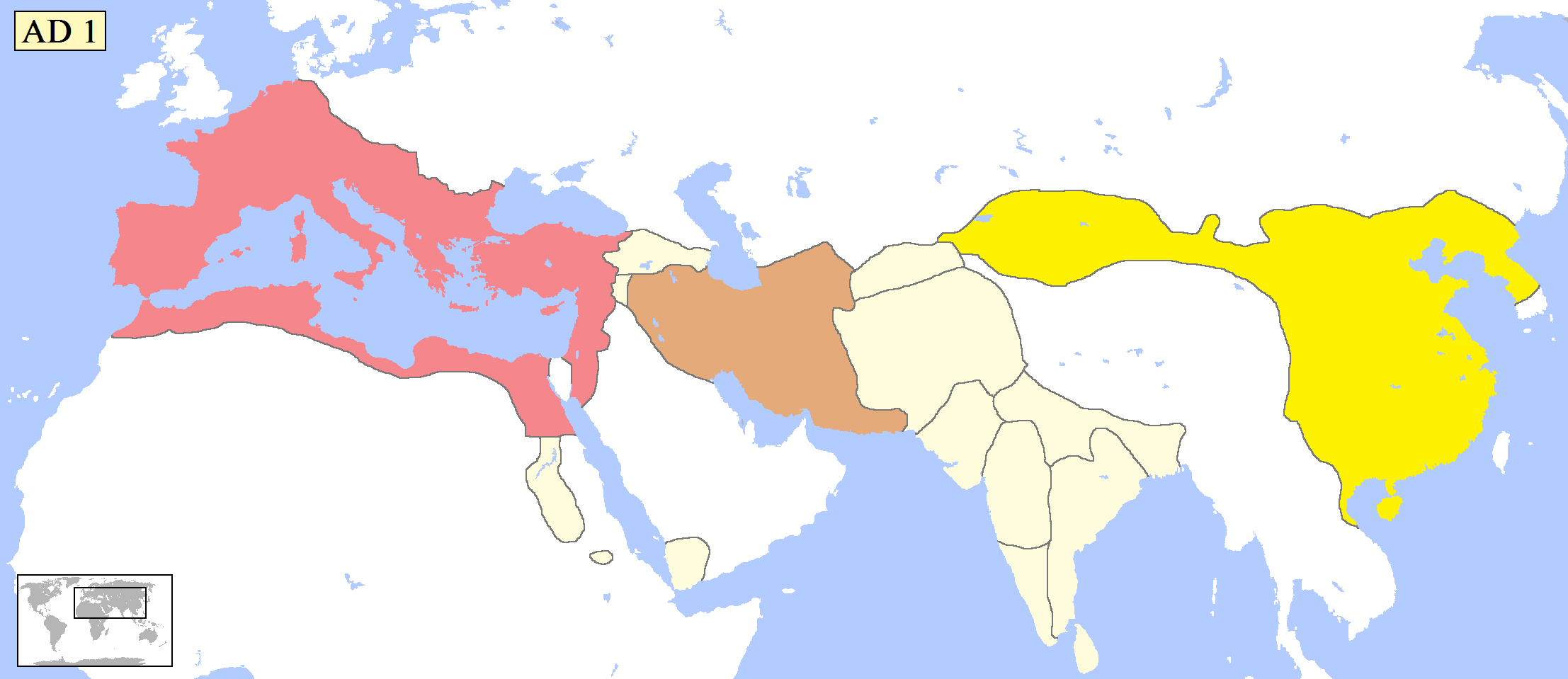
L'Impero romano (a sinistra in rosa), l'Impero dei Parti (al centro in marrone) e l'Impero cinese (a destra in giallo). Tra i Parti e i Cinesi si trovava l'Impero Kushan.

| Augusto: denario                         | Augusto: denario                                                       |
| ---------------------------------------- | ---------------------------------------------------------------------- |
|                                          |                                                                        |
| AUGUSTUS, testa di Augusto verso destra; | ARMENIA CAPTA, un copricapo armeno, un arco ed una faretra con frecce. |
| Argento, 3,77 g; coniato nel 19-18 a.C.  |                                                                        |

In seguito alla sconfitta di Antonio nella Battaglia di Azio nel 31 a.C., Ottaviano consolidò il suo potere politico e nel 27 a.C. fu nominato Augusto dal Senato romano, diventando il primo imperatore romano. Nel frattempo, Tiridate II riuscì per un breve periodo a rovesciare Fraate IV, che tuttavia fu in grado di recuperare il trono grazie all'aiuto dei nomadi Sciti. Tiridate fuggì presso i Romani, portando con sé uno dei figli di Fraate. In negoziazioni condotte nel 20 a.C., Fraate riuscì ad ottenere la restituzione del figlio rapito. In cambio, i Romani riottennero le insegne delle legioni che erano andate perdute nella disfatta di Carre nel 53 a.C., come pure i superstiti prigionieri di guerra. I Parti consideravano questo scambio un piccolo prezzo da pagare per riavere indietro il principe. Augusto fece celebrare dalla sua propaganda la restituzione delle insegne come una vittoria politica sulla Partia; questa vittoria fu celebrata dalla propaganda augustea con l'emissione di nuove monete, con l'edificazione di un nuovo tempio dove sarebbero state ospitate le insegne recuperate, e finanche nell'arte (cfr. statua Augusto di Prima Porta).

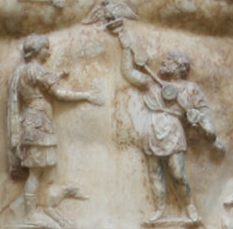
Dettaglio della statua di Augusto di Prima Porta, con un Parto che restituisce ad Augusto le insegne delle legioni perdute da Marco Licinio Crasso a Carre

Insieme al principe, Augusto consegnò a Fraate IV una schiava italica, che successivamente divenne la Regina Musa. Per assicurarsi la successione di suo figlio Fraatace, ancora in tenera età, Musa convinse Fraate IV a consegnare i suoi altri figli ad Augusto come ostaggi. Ancora una volta, Augusto ne approfittò per far celebrare dalla propaganda la "sottomissione" della Partia a Roma, elencandola tra i grandi risultati ottenuti nelle sue Res gestae divi Augusti. Quando Fraatace salì al trono come Fraate V (r. c. 2 a.C.-4 d.C.), Musa sposò suo figlio e regnò con lui. L'aristocrazia partica, disapprovando sia il matrimonio incestuoso sia il fatto che il nuovo re era di sangue non-Arsacide, costrinse la coppia all'esilio in territorio romano. Il successore di Fraate, Orode III, regnò soli due anni, e fu succeduto da Vonone I, che era vissuto come ostaggio a Roma dove aveva appreso uno stile di vita romano. La nobiltà partica, non sopportando le simpatie di Vonone per i Romani, appoggiò l'usurpazione di Artabano II (r. c. 10-38 d.C.), che alla fine sconfisse Vonone, costringendolo all'esilio nella Siria romana.
Durante il regno di Artabano II, due fratelli ebrei, Anilai e Asinai, provenienti da Nehardea (moderna Fallujah, Iraq), condussero una rivolta contro il governatore partico di Babilonia. Dopo aver sconfitto quest'ultimo, i due ottennero il diritto di governare la regione da Artabano II, che temeva ulteriori rivolte in quel luogo. Il governo dei due fratelli ebrei non durò tuttavia a lungo: la moglie partica di Anilai avvelenò Asinai temendo che avrebbe attaccato Anilai per il suo matrimonio con una gentile, e, in seguito a ciò, Anilai rimase coinvolto in un conflitto con un genero di Artabano, che alla fine lo sconfisse. Rimosso il regime ebraico, i nativi Babilonesi cominciarono a perseguitare la comunità locale ebraica, costringendola a emigrare a Seleucia. Quando quella città si rivoltò contro il dominio dei Parti nel 35-36 d.C., gli Ebrei furono di nuovo espulsi, stavolta dai locali Greci e Aramei. Gli ebrei esiliati fuggirono a Ctesifonte, Nehardea, e Nisibi.

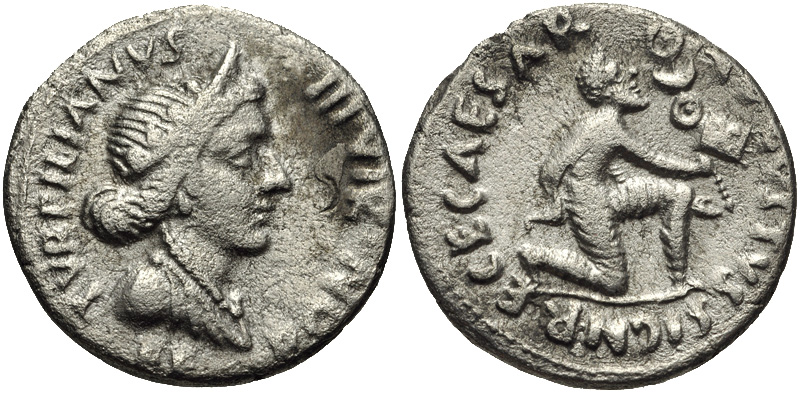
Un denarius coniato nel 19 a.C. durante il regno di Augusto, con la dea Feronia dipinta da un lato, e sull'altro lato raffigurante un Partico inchinandosi in sottomissione mentre offre le insegne militari trafugate nella Battaglia di Carre

Sebbene in pace con la Partia, Roma continuava ad interferire nei suoi affari. L'Imperatore romano Tiberio (r. 14-37 d.C.) venne coinvolto nel colpo di Stato, attuato da Farasmane I di Iberia, per collocare suo fratello Mitridate sul trono di Armenia assassinando l'alleato dei Parti, il re armeno Arsace. Artabano II cercò invano di restaurare il controllo partico sull'Armenia, ma fu costretto da una rivolta aristocratica volta a deporlo a fuggire in Scizia. I Romani liberarono un principe ostaggio, Tiridate III, affinché governasse la Partia come alleato di Roma. Tuttavia, Tiridate non regnò a lungo: Artabano, appoggiato dalla fazione antiromana dei Parti, che non intendevano accettare il protettorato di Roma sul loro Impero, riuscì in breve tempo a detronizzare dal trono Tiridate impiegando truppe provenienti dall'Ircania; Tiridate fuggì, spingendo l'Imperatore romano (Caligola secondo Dione Cassio) a inviare ambasciatori presso Artabano; nel trattato di pace conseguente, Roma riconobbe Artabano come re dei Parti, ma in cambio lo costrinse a consegnare ai Romani uno dei suoi figli come ostaggio. Deceduto Artabano nel 38 d.C., scoppiò una lunga guerra civile tra il successore di diritto Vardane I e suo fratello Gotarze II. Dopo l'assassinio di Vardane in seguito a una spedizione di caccia, Gotarze divenne sovrano unico; parte della nobiltà partica gli era tuttavia ostile, e nel 49 d.C. si appellò all'Imperatore romano Claudio (r. 41-54 d.C.) affinché liberasse il principe ostaggio Meherdates per permettergli di sfidare Gotarze. Il tentativo da parte di Meherdates di impadronirsi del trono di Partia, tuttavia, fallì a causa dei tradimenti del governatore di Edessa e di Izates bar Monobaz di Adiabene; catturato ed inviato a Gotarze, gli fu consentito di vivere, ma subì la mutilazione delle orecchie, in modo da impedirgli di ereditare il trono.
Nel 97 d.C., il generale cinese Ban Chao, il protettore generale delle Regioni occidentali, inviò il suo emissario Gan Ying in missione diplomatica per raggiungere l'Impero romano. Gan visitò la corte di Pacoro II a Ecatompilo prima di partire per Roma. Si spinse ad occidente fino al Golfo Persico, dove le autorità partiche lo convinsero che un viaggio arduo via mare lungo la penisola araba fosse l'unico modo per raggiungere Roma. Scoraggiato da ciò, Gan Ying ritornò alla corte Han e fornì all'imperatore Hedi degli Han (r. 88-105 d.C.) un resoconto dettagliato dell'Impero romano basato sui resoconti orali dei Parti che lo ospitarono. William Watson specula che i Parti non vedessero con favore i vani tentativi dell'Impero Han di aprire relazioni diplomatiche con Roma, soprattutto in seguito alle vittorie militari di Ban Chao contro gli Xiongnu nel bacino del Tarim. In ogni modo, fonti cinesi attestano che un'ambasceria romana, forse solo un gruppo di mercanti romani, arrivò alla capitale Han Luoyang nel 166 d.C., durante i regni di Marco Aurelio (r. 161-180 d.C.) e dell'Imperatore Huandi degli Han Orientali (r. 146-168 d.C.).

### Continuazione delle ostilità e declino dei Parti (58-224)
Nel frattempo si riaccese il conflitto tra la Partia e Roma per il controllo dell'Armenia. Finora la regione era stata uno dei regni clienti di Roma, ma la situazione cambiò allorché nel 51 Radamisto (r. 51-55), figlio del re di Iberia Farasmane I, invase, su ordini del padre, l'Armenia e depose il re cliente romano Mitridate. Poco tempo dopo l'Armenia finì nelle mire dei Parti: Vologase I (r. c. 51-77) decise, infatti, di invadere l'Armenia per collocare suo fratello, Tiridate, sul trono armeno. Radamisto fu in breve tempo detronizzato, e, a partire dall'inizio del regno di Tiridate, la Partia avrebbe conservato un saldo controllo sull'Armenia, con brevi interruzioni, tramite la Dinastia arsacide di Armenia. Anche dopo la caduta dell'Impero dei Parti, il regno di Armenia continuò ad essere retto da Arsacidi.

Mappa dei movimenti delle truppe nel corso dei primi due anni delle campagne armeno-partiche di Corbulone mostrando in dettaglio l'offensiva romana in Armenia e la conquista della regione ad opera di Gneo Domizio Corbulone

Nel 55 Vologese I fu, tuttavia, costretto a ritirare le sue forze dall'Armenia per reprimere la rivolta di suo figlio Vardane II, e Roma tentò rapidamente di riempire il vuoto politico creatosi, affidando al comandante Gneo Domizio Corbulone il compito di ricondurre l'Armenia sotto il controllo di Roma. Nel corso delle campagne armeno-partiche di Corbulone, il generale romano ottenne diversi successi militari contro i Parti, riuscendo infine ad insediare sul trono armeno Tigrane VI di Armenia come re cliente dei Romani. Tuttavia, i successi di Corbulone furono compromessi dal suo successore Lucio Cesennio Peto, il quale non riuscì a tener testa alla controffensiva partica: sonoramente sconfitto dai Parti, fu costretto ad evacuare l'Armenia fuggendo in Cappadocia. Roma fu così costretta, in seguito a un trattato di pace, a riconoscere come re d'Armenia il candidato partico, Tiridate I: quest'ultimo, in cambio, dovette sottomettersi a Roma, divenendo così suo re cliente, e recarsi in Italia nel 63 per essere incoronato re d'Armenia dall'Imperatore romano Nerone (r. 54-68) in persona: il cerimoniale di incoronazione venne eseguito due volte in due città diverse, a Napoli e a Roma.
Seguì un lungo periodo di pace tra la Partia e Roma, con la sola invasione degli Alani nei territori orientali della Partia nel 72 ca. che venne menzionata dagli storici romani. Mentre Augusto e Nerone avevano scelto una politica prudente quando si confrontavano con la Partia, gli imperatori romani successivi si posero come obbiettivo quello di conquistare la Mezzaluna fertile, il cuore dell'Impero dei Parti tra il Tigri e l'Eufrate. L'aumento dell'aggressività romana può essere spiegata in parte dalle riforme militari di Roma. Per contrastare la potenza degli arcieri e dei cavalieri partici, i Romani in un primo momento fecero affidamento su alleati stranieri (specialmente Nabatei), ma successivamente stabilirono una permanente forza di auxilia come complemento alla loro fanteria pesante legionaria. I Romani infine posero reggimenti di arcieri a cavallo (sagittarii) e persino catafratti corazzati a difesa delle loro province orientali. Tuttavia i Romani, malgrado il loro progressivo rafforzamento, guadagnarono ben poco territorio nel corso di queste invasioni. Le motivazioni principali delle guerre contro i Parti erano rafforzare la posizione politica e la gloria personale dell'Imperatore, come anche difendere l'onore romano contro minacce quali l'interferenza partica nelle questioni riguardanti gli stati clienti di Roma.
Le ostilità tra Roma e la Partia si rinnovarono quando Osroe I (r. c. 109-128) depose il re armeno Tiridate e lo sostituì con Axidares, figlio di Pacoro II, senza consultare Roma. L'Imperatore romano Traiano (r. 98-117) fece uccidere il candidato partico al trono, Parthamasiris, nel 114, rendendo l'Armenia una provincia romana. Le sue armate, condotte da Lusio Quieto, riuscirono inoltre nell'impresa di espugnare Nisibi; questa occupazione era essenziale per assicurarsi il controllo delle vie maggiori lungo la pianura settentrionale mesopotamica. L'anno successivo, Traiano invase la Mesopotamia trovando una minima resistenza dal solo Meharaspes di Adiabene: i Parti non avevano sufficienti forze per opporsi all'invasione romana in quanto Osroe era impegnato in una guerra civile in oriente contro Vologase III. Traiano trascorse l'inverno del 115-116 ad Antiochia, ma riprese la campagna in primavera. Scendendo lungo l'Eufrate, espugnò Dura-Europos, la capitale Ctesifonte e Seleucia, sottomettendo finanche il Characene, dove assistette alla partenza delle navi verso l'India dal Golfo Persico.

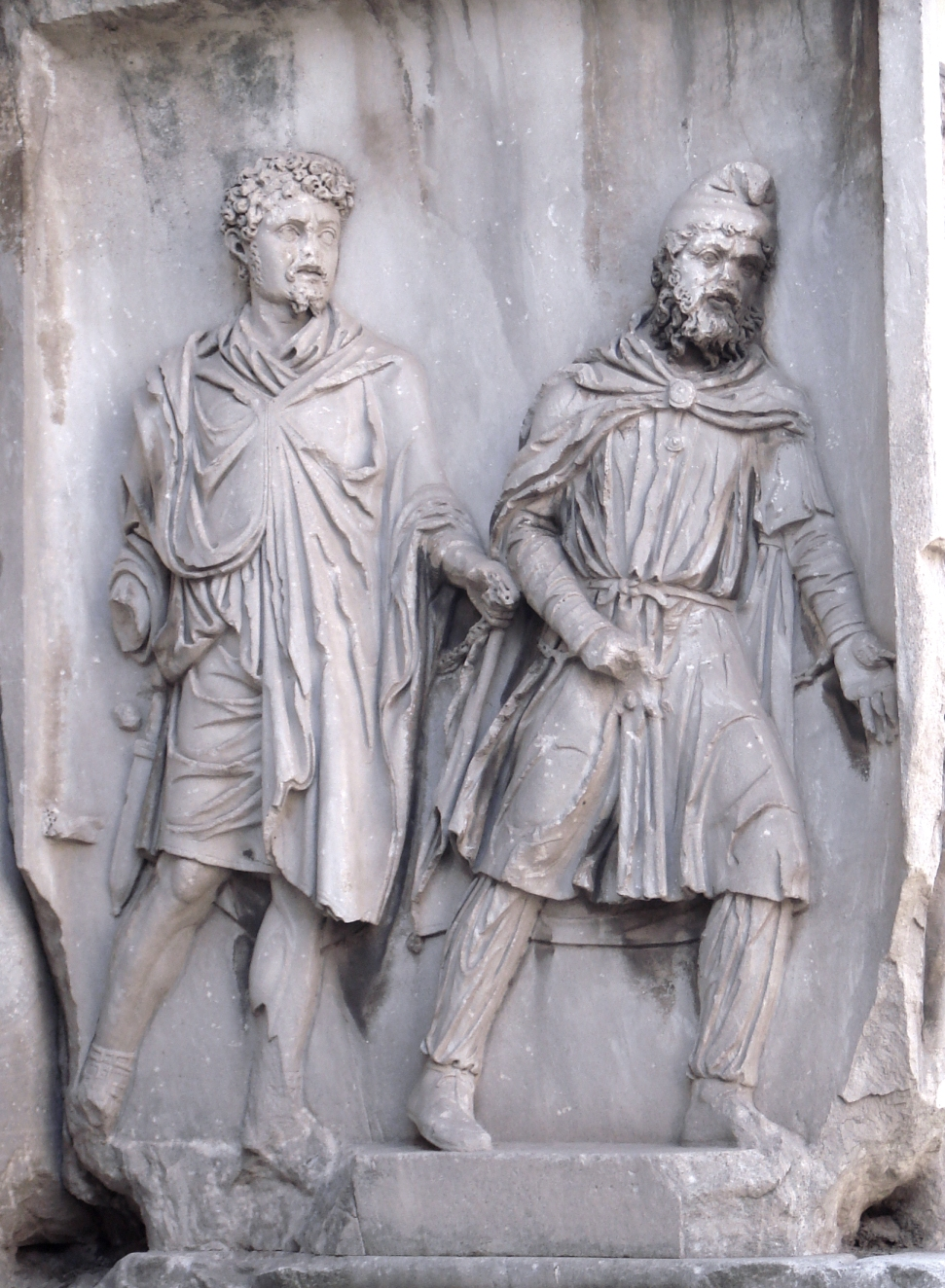
Un soldato partico (destra) trascinato in catene come prigioniero di guerra da un romano (sinistra); Arco di Settimio Severo, Roma, 203.

Mentre Traiano si stava ritirando verso nord, i Babilonesi, tuttavia, si rivoltarono contro le guarnigioni romane, mettendo a repentaglio le nuove conquiste. Traiano, essendo conscio dell'impossibilità di mantenere un controllo diretto sulla Mesopotamia meridionale a causa delle difficoltà logistiche, decise di incoronare a Ctesifonte Partamaspate nuovo re di Partia e vassallo dei Romani. Ulteriori rivolte scoppiate in diverse zone dell'Impero costrinsero l'imperatore romano a ritirarsi dalla Mesopotamia nel 117, dopo aver tentato invano di assediare Hatra nel corso della ritirata. La sua ritirata era, nelle sue intenzioni, solo temporanea, intendendo egli rinnovare l'attacco alla Partia nel 118 e «rendere realtà la sottomissione dei Parti», ma Traiano si spense improvvisamente nell'agosto 117.
Durante la sua campagna, a Traiano fu garantito il titolo di Parthicus dal Senato e monete furono coniate proclamando la conquista della Partia. Tuttavia, solo gli storici del IV secolo Eutropio e Festo sostengono che tentò di istituire una provincia romana di "Assiria".
Il successore di Traiano Adriano (r. 117-138) riportò sull'Eufrate la frontiera romano-partica, scegliendo di rinunciare alla conquista della Mesopotamia a causa delle risorse militari limitate di Roma. Nel frattempo, in Partia, una rivolta costrinse Partamaspate alla fuga in territorio romano, dove i Romani lo nominarono re di Osroene. Osroe I riprese dunque il possesso dei territori usurpati da Partamaspate e perì nel 129 durante il suo conflitto con Vologase III, che, come già detto, regnava sulla parte orientale dell'Impero partico; a Osroe I succedette nella parte occidentale dell'Impero Mitridate IV, il quale continuò la lotta contro Vologase III. L'Impero partico fu riunificato sotto un unico sovrano solo a partire da Vologase IV (r. c. 147-191), il cui regno fu caratterizzato da un periodo di pace e stabilità. Tuttavia, questo periodo di pace e prosperità si interruppe nel 161, allorché Vologase decise di rinnovare le ostilità con Roma: in quell'anno, infatti, i Parti invasero l'Armenia e la Siria, riuscendo nell'impresa di riconquistare Edessa. L'Imperatore romano Marco Aurelio (r. 161–180) reagì affidando al coimperatore Lucio Vero (r. 161-169) la difesa della Siria; dopo alcuni insuccessi iniziali, i Romani riuscirono a riprendersi e a sferrare vittoriose controffensive: Marco Stazio Prisco invase l'Armenia nel 163, riuscendo a ricollocare per un breve periodo sul trono d'Armenia un re cliente di Roma, mentre nell'anno successivo Avidio Cassio sferrò una controffensiva in Mesopotamia riuscendo ad impadronirsi di Dura-Europos.
Nel corso del 165 i Romani avanzarono verso il Golfo Persico riuscendo nell'impresa di espugnare e dare alle fiamme Seleucia e Ctesifonte, quest'ultima rasa al suolo; l'anno successivo, tuttavia, i soldati romani contrassero una malattia letale (forse vaiolo) che non solo li costrinse al ritiro ma in breve tempo si propagò in tutto il mondo romano. I Romani conservarono comunque il possesso della città di Dura-Europos.
Dopo un trentennio di pace, l'imperatore romano Settimio Severo (r. 193-211) riprese le ostilità contro la Partia, all'epoca governata da Vologase V (r. c. 191-208), invadendo la Mesopotamia nel 197. I Romani ancora una volta scesero l'Eufrate e conquistarono Seleucia e Ctesifonte. Dopo aver assunto il titolo di Parthicus Maximus, Severo si ritirò verso la fine del 198, tentando invano, nel corso della ritirata, di impadronirsi di Hatra, città che aveva già resistito in passato agli assalti romani, sotto Traiano.

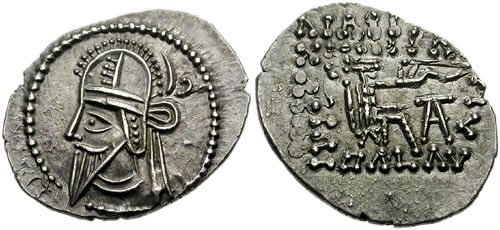
Moneta di Vologase VI.

Intorno al 212, poco tempo dopo l'ascesa al trono di Vologase VI (r. c. 208-222), suo fratello Artabano IV (d. 224) si rivoltò contro di lui impadronendosi di gran parte dell'Impero. Nel frattempo, l'Imperatore romano Caracalla (r. 211-217) intraprese una nuova politica espansionistica a danni dei Parti: depose i re di Osroene e Armenia per renderle di nuovo province romane, per poi dichiarare guerra alla Partia e conquistare Arbil ad est del fiume Tigri.
Caracalla fu assassinato l'anno successivo lungo la strada per Carre dai suoi soldati, e, in seguito a ciò, i Parti sferrarono una vittoriosa controffensiva sconfiggendo i Romani nei pressi di Nisibi. Dopo questa sconfitta, il nuovo imperatore Macrino (r. 217-218) fu costretto a firmare una costosa pace con i Parti con la quale i Romani accettarono di pagare più di duecento milioni di denarii più ulteriori doni. Ma l'Impero dei Parti, indebolito da una crisi interna e dalle guerre con Roma, era prossimo alla caduta e alla sostituzione con l'Impero sasanide.

### Fine degli Arsacidi: i Sasanidi (dal 224/226)

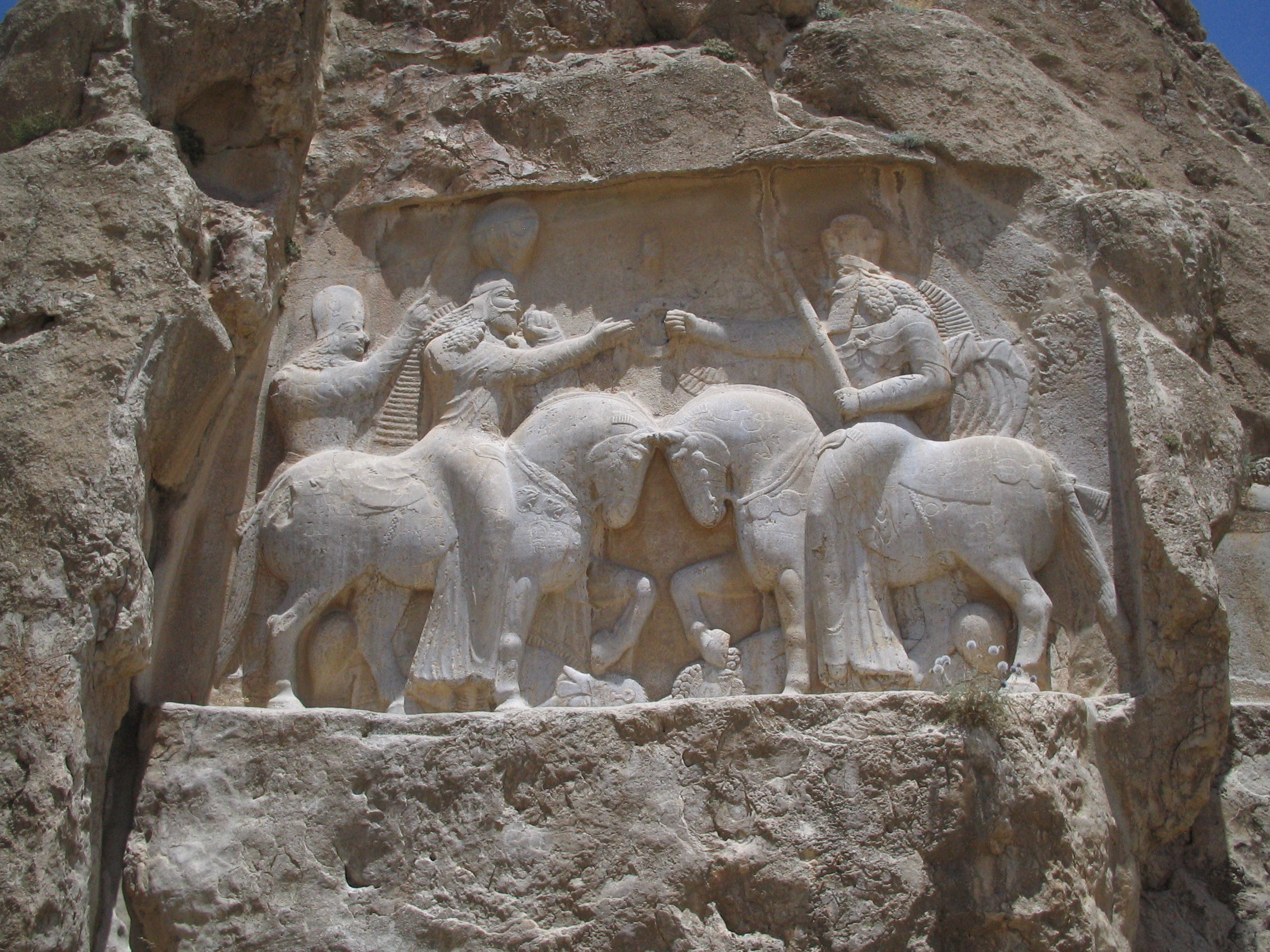
Il bassorilievo sasanide a Naqsh-e Rostam mostrando l'investitura di Ardashir I

Poco tempo dopo, Ardashir I, il capo locale iranico di Persis (la regione della Perside, diventato in epoca islamica Fārs, in Iran) da Istakhr cominciò a sottomettere i territori circostanti a scapito del dominio arsacide. Si confrontò con Artabano IV in battaglia il 28 aprile 224, forse presso Esfahan, sconfiggendolo e fondando l'Impero sasanide. Vi sono però prove secondo cui Vologase VI continuò a battere moneta a Seleucia fino al 228.
I Sasanidi non solo avrebbero assunto l'eredità dei Parti come nemesi persiana di Roma, ma avrebbero inoltre tentato di restaurare gli antichi confini dell'Impero achemenide conquistando per un breve periodo la Siria, parte dell'Anatolia, e l'Egitto a danni dell'Impero romano d'Oriente durante il regno di Cosroe II (r. 590-628). Tuttavia, avrebbero perso questi territori nel 628 in seguito alla vittoriosa controffensiva di Eraclio. Nel 633 l'Impero sasanide, stremato dalle continue guerre contro i Romani, fu invaso dagli Arabi musulmani. In pochi anni la maggior parte del territorio sasanide venne annesso al Califfato islamico e nel 651, con la morte dell'ultimo sovrano sasanide, si concluse la conquista islamica della Persia.

## Società

### Governo ed amministrazione

#### Autorità centrale e re semi-autonomi

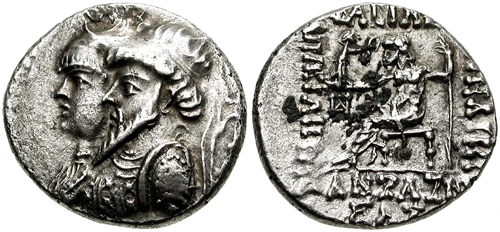
Moneta di Kamnaskires III, re di Elimaide (odierno Khūzestān), e sua moglie, la Regina Anzaze, I secolo a.C.

Paragonato al precedente Impero achemenide, il governo partico era decentralizzato. Una fonte storica indigena rivela che i territori controllati dal governo centrale erano organizzati in maniera similare all'Impero seleucide. Entrambi avevano una divisione tripartita delle loro gerarchie provinciali: il marzbān partico, il xšatrap, e il dizpat, in modo similare alla satrapia, eparchia o iparchia seleucide. L'Impero partico comprendeva inoltre diversi regni semi-autonomi ad esso subordinati, come ad esempio gli stati dell'Iberia caucasica, l'Armenia, l'Atropatene, il Gordiene, l'Adiabene, Edessa, Hatra, Mesene, Elimaide, e Persis.
I re clienti dei Parti governavano i propri territori con una certa autonomia dal governo centrale e coniavano una loro monetazione distinta da quella dei Parti. Ciò non era dissimile a quanto accadeva nei primi tempi dell'Impero achemenide, che comprendeva alcune città stato, e persino satrapie distanti che, seppur semi-indipendenti, "riconoscevano la supremazia del re, pagavano tributi e fornivano supporto militare", secondo Brosius. Tuttavia, i satrapi di epoca partica governavano territori più piccoli, e probabilmente godevano di minor prestigio e influenza rispetto ai loro predecessori achemenidi. Durante il periodo seleucide, la tendenza delle dinastie locali regnanti con una certa semiautonomia dal governo centrale, e talvolta ribelli, divenne comune, un fatto che si rifletté sul tardo stile di governo partico.

#### Nobiltà

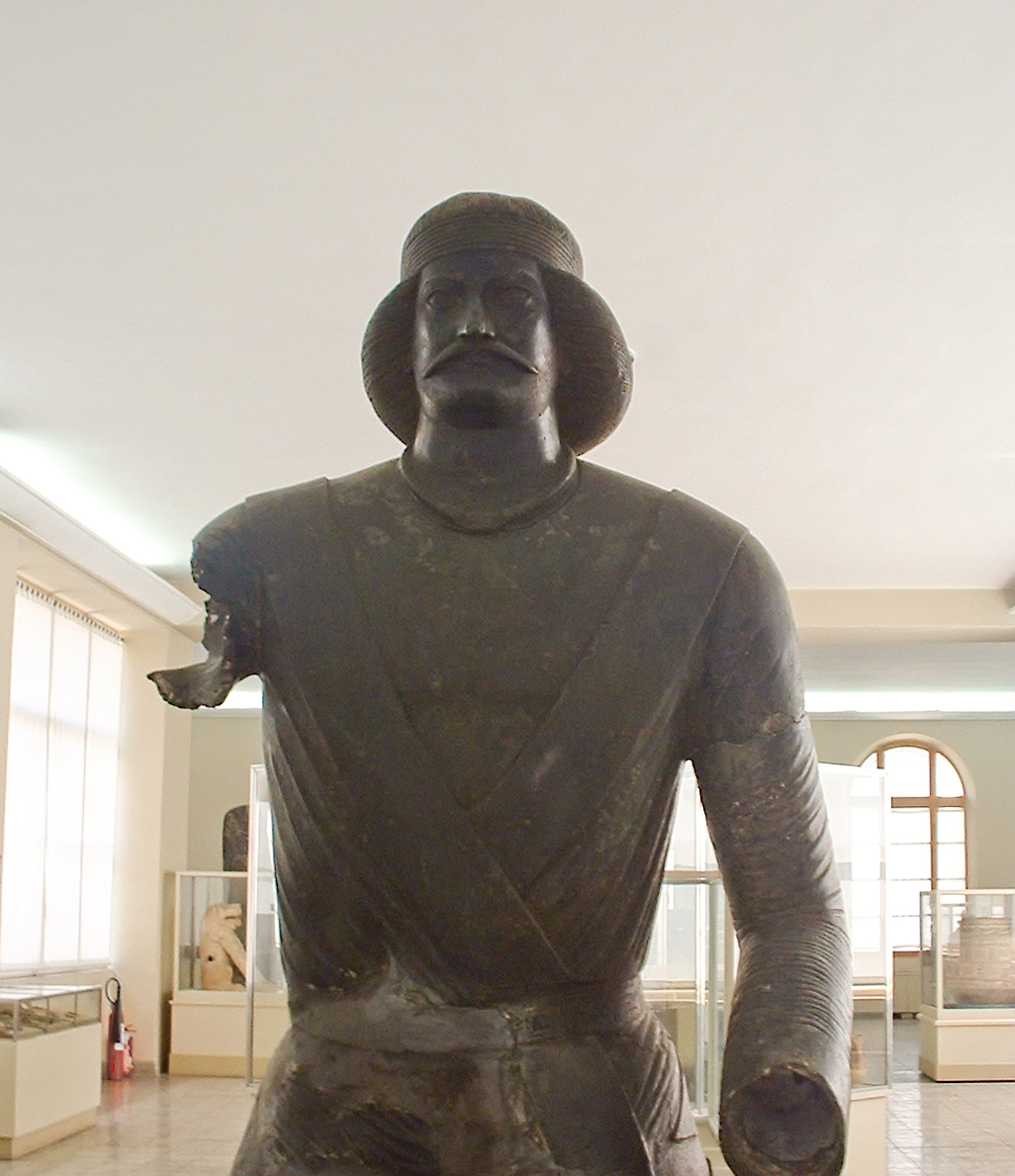
Statua di bronzo di un nobile partico (forse lo stesso Surena) dal santuario di Shami a Elimaide (odierno Khūzestān, Iran, lungo il golfo persico), attualmente ubicata presso il Museo Nazionale dell'Iran.

Alla testa del governo partico vi era il Re dei Re; egli manteneva relazioni poligame, ed era in genere succeduto dal figlio primogenito. Come accadde con i Tolomei d'Egitto, vi furono anche casi di re arsacidi che si sposarono con le proprie nipoti o addirittura con la propria sorellastra; la Regina Musa addirittura sposò suo figlio, sebbene questo fosse un caso estremo e isolato. Brosius riporta un brano da una lettera scritta in Greco da Re Artabano II nel 21 d.C., indirizzata al governatore ("archon") e ai cittadini della città di Susa. Nella lettera sono menzionati gli incarichi governativi specifici di Amico Preferito, Guardia del Corpo e Tesoriere, e il documento prova inoltre che, "benché vi fossero giurisdizioni e procedimenti locali per l'assunzione di alte cariche, il re poteva intervenire per conto di un individuo, revisionare un caso e modificare il governo locale se lo considerava appropriato."
I titoli ereditari gerarchici della nobiltà persiana registrati durante il regno del primo monarca sasanide Ardashir I molto probabilmente riflettono i titoli già in uso durante il periodo partico. Vi erano tre distinti gradi di nobiltà: il più alto di questi era costituito dai re regionali immediatamente sotto il Re dei Re; il secondo grado di nobiltà per importanza era costituito dai parenti, anche acquisiti per via matrimoniale, del Re dei Re; il grado di nobiltà più basso era, infine, costituito dai capi dei clan locali e dei territori piccoli.
A partire dal I secolo d.C., la nobiltà partica aveva assunto una notevole ingerenza nella proclamazione e deposizione dei re arsacidi: ogni volta che veniva proclamato un nuovo re, la sua nomina doveva essere ratificata dall'aristocrazia partica, e se per qualche motivo non era da costoro ritenuto adatto al trono, i nobili avevano tutto il diritto di detronizzarlo; la notevole ingerenza dell'aristocrazia partica nella scelta di un successore al trono fu un fattore destabilizzante per l'Impero, portando a frequenti guerre civili. Alcuni nobili erano consiglieri di corte del re, altri erano sacerdoti. Dei grandi clan di nobili elencati all'inizio del periodo sasanide, solo due sono esplicitamente nei precedenti documenti partici: il Casato di Suren e il Casato di Karen. Lo storico Plutarco osservò che ai membri del casato dei Suren, il primo tra la nobiltà, fu concesso il privilegio di incoronare ogni nuovo Re dei Re arsacide durante la procedura di incoronazione. In seguito, alcuni dei re partici avrebbero rivendicato una presunta discendenza dagli Achemenidi. Tale asserzione è stata recentemente corroborata dalla possibilità che sia i re achemenidi che quelli partici soffrissero della stessa malattia ereditaria (neurofibromatosi), come è stato dedotto dalle descrizioni fisiche dei re e dall'evidenza di malattie ereditarie fornita dalla monetazione antica.

### Esercito

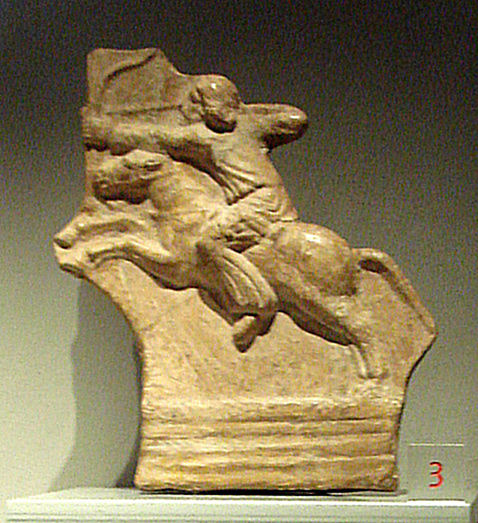
Cavaliere partico, esposto al Palazzo Madama di Torino.

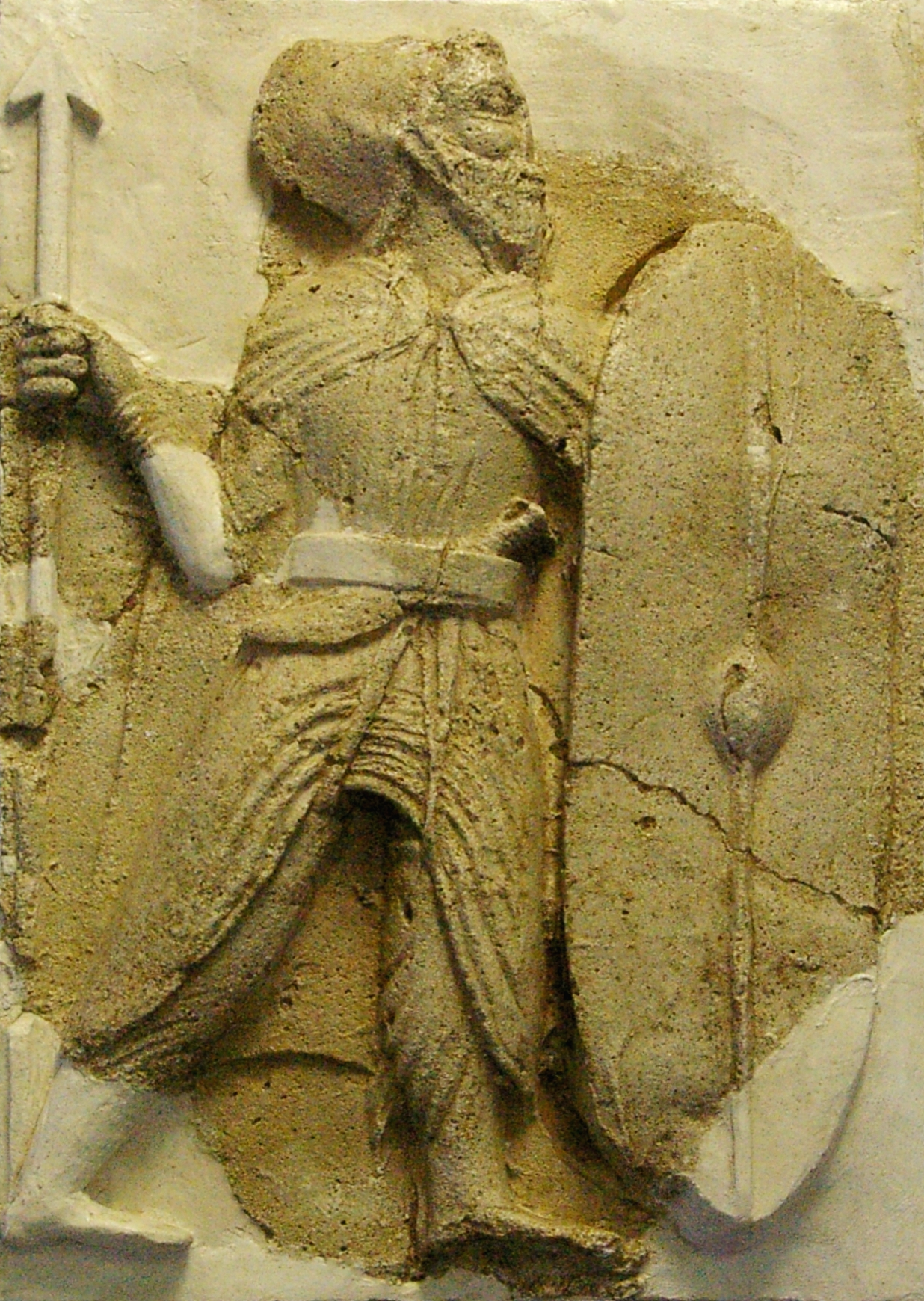
Fante partico, dalle mura di Zahhak Castle, Iran.

L'Impero partico non disponeva di un esercito permanente, sebbene fosse in grado di arruolarne uno in modo assai rapido in momenti di gravi crisi. Vi era un corpo di guardia armata permanente a difesa della persona del re, comprendente nobili, servi e mercenari, tale corpo era molto esiguo. Le guarnigioni nelle fortezze di frontiera erano invece permanenti; le iscrizioni partiche rivelano alcuni dei titoli militari garantiti ai comandanti di queste guarnigioni. Le forze militari potevano anche essere adoperate in mosse diplomatiche. Per esempio, quando inviati cinesi visitarono la Partia alla fine del II secolo a.C., il Shiji narra che 20 000 cavalieri vennero inviati sulla frontiera orientale per scortare l'ambasceria, sebbene questa cifra sembri esagerata.
Il reparto principale dell'esercito dei Parti era costituito dai catafratti, reggimenti di cavalleria pesante costituiti da uomini e cavalli indossanti maglie di ferro. I catafratti erano equipaggiati con una lancia per sfondare le linee nemiche, come anche di arco e frecce. A causa dell'elevato costo del loro equipaggiamento e della loro armatura, i catafratti erano reclutati tra gli aristocratici che, in cambio dei loro servigi, ottenevano un certo livello di autonomia a livello locale dai re arsacidi. La cavalleria leggera era, invece, reclutata tra il popolo ed era costituita soprattutto da arcieri a cavallo; essi indossavano in battaglia una semplice tunica e dei pantaloni. Adoperando archi compositi, erano in grado di mirare e scagliare frecce ai nemici stando a cavallo; questa tecnica, nota come tiro alla partica, era una tattica altamente efficace. La cavalleria leggera e pesante partica giocarono un ruolo decisivo nella Battaglia di Carre dove una forza persiana sconfisse un esercito romano di molto maggiore in numero condotto da Crasso. Le unità di fanteria leggera, reclutate tra il popolo e i mercenari, erano adoperate per disperdere le truppe nemiche dopo le cariche della cavalleria.
Le dimensioni dell'esercito partico sono ignote, come anche l'ammontare della popolazione totale dell'Impero. Tuttavia, scavi archeologici in ex centri urbani partici hanno portato alla luce insediamenti che potrebbero aver sostenuto grandi popolazioni e dunque una grande risorsa di manodopera. Centri ad alta densità abitativa in regioni come Babilonia erano senza dubbio attraenti ai Romani, le cui armate potevano così permettersi di vivere della terra occupata.

### Aspetto fisico e abbigliamento

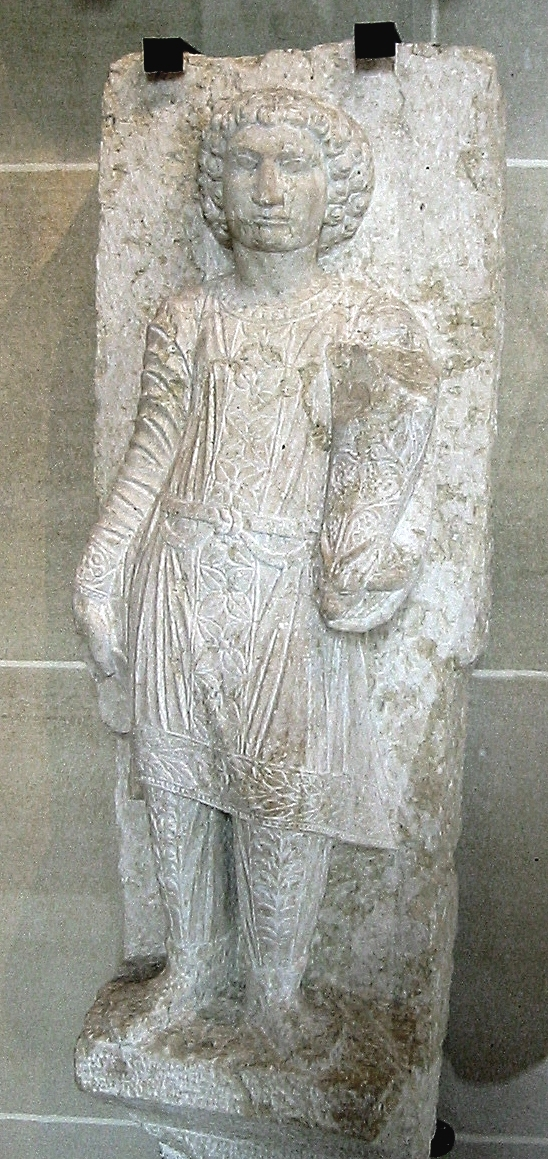
Statua di un giovane Palmireno in pantaloni partici, Palmira, inizio III secolo

Il tipico abito da cavalcatura partico è esemplificato dalla celebre statua di bronzo (la 2401 del Museo nazionale dell'Iran) di un nobile partico rinvenuta a Shami, Elimaide. Alta 1,9 m, la figura indossa una giacca a V, una tunica a V con una cintura, pantaloni e un diadema o una fascia sui capelli corti e pettinati. Questo tipo di abbigliamento viene comunemente mostrato nelle monete partiche di metà I secolo a.C.
Nel corso di scavi archeologici ad Hatra, nell'Iraq nordoccidentale, sono state rinvenute delle sculture partiche che mostrano alcuni esempi di abbigliamento partico: in tali sculture i Parti della regione sono rappresentati indossare il tipico abito partico (qamis), abbinato con pantaloni e abbellito da ornamenti vari. L'elite aristocratica di Hatra adottava le acconciature a caschetto, dei copricapi, e delle tuniche munite di cintura, queste ultime tipicamente indossate dalla nobiltà appartenente alla corte centrale arsacide. I pantaloni erano indossati anche dai re arsacidi, come mostrato sulle immagini di rovescio delle monete. Il pantalone partico fu adottato anche a Palmira, in Siria, insieme all'uso della frontalità partica nelle arti.
Le donne ricche sono rappresentate nelle sculture partiche indossanti vesti con le maniche lunghe, abbellite con collane, orecchini, braccialetti, e copricapi intrecciati. I loro vestiti erano fissati da una spilla a una spalla. I loro copricapi erano anche caratterizzati da un velo che era avvolto all'indietro.
Come mostrato dalla monetazione partica, i copricapi indossati dai re partici cambiarono nel corso del tempo. Le prime monete arsacidi mostrano i re indossare il bašlyk (in greco kyrbasia), copricapo già utilizzato in passato dai satrapi di epoca achemenide; il bašlyk potrebbe derivare anche dai cappelli a punta rappresentati nei bassorilievi achemenidi a Behistun e Persepolis. L'uso di rappresentare nella monetazione i re arsacidi con indosso il bašlyk persistette fino ai primi anni di regno di Mitridate I: le monete dell'ultima parte del suo regno lo mostrano indossare per la prima volta il diadema regale ellenistico. Mitridate II fu il primo ad essere rappresentato con indosso la tiara partica, abbellita con perle e gioielli, un copricapo comunemente indossato non solo dagli ultimi sovrani partici ma anche dai successivi monarchi sasanidi.

### Principali insediamenti e territorio
Il territorio originario dei Parti, denominato Partia, era circondata interamente dal deserto. Delimitata ad est dagli Arii, a sud dalla Carmania, ad ovest lo era dalla Media ed a nord dall'Ircania.
Capitale dell'antica Partia era Hecatompylos (letteralmente "città delle cento porte"), al centro del territorio originario. Altre importanti città di quella che una volta rappresentava una satrapia dell'Impero degli Achemenidi, e quindi territorio originario degli antichi Parthi erano: Calliope e Issatis (nella parte occidentale, a protezione dei Medi), Pyropum (nella parte sud-est), Maria (a sud-est), Arsace ed Alexandria (nella regione della Nisiaea).
Attorno alla seconda metà del II secolo a.C. i Parti fondarono la nuova capitale, Ctesifonte, di fronte alla città di Seleucia (che Plinio racconta avesse una popolazione assai numerosa, di circa 600 000 abitanti), sulla riva opposta del fiume Tigri (a soli 5 km circa). Più tardi, il "re dei re", Vologase I, fondò nelle vicinanze una nuova e terza città chiamata Vologesocerta. In linea di principio i Parti non seguirono il modello urbanistico greco-romano, che prevedeva lo sviluppo delle città su pianta ortogonale, al contrario preferirono uno sviluppo su base circolare.
L'Impero dei Parti era composto da diciotto regni al tempo di Plinio il Vecchio (I secolo d.C.). Si estendeva dal Golfo Persico, a sud, al Mare Ircanio ed alla catena del Caucaso, a nord. I regni sono poi divisi in "superiori", in numero di undici, ed "inferiori" in numero di sette. I regni superiori confinavano a nord con il regno d'Armenia, il Mare Ircanio e gli Sciti, con i quali "i Parti vivevano su un piano di parità".

## Religione

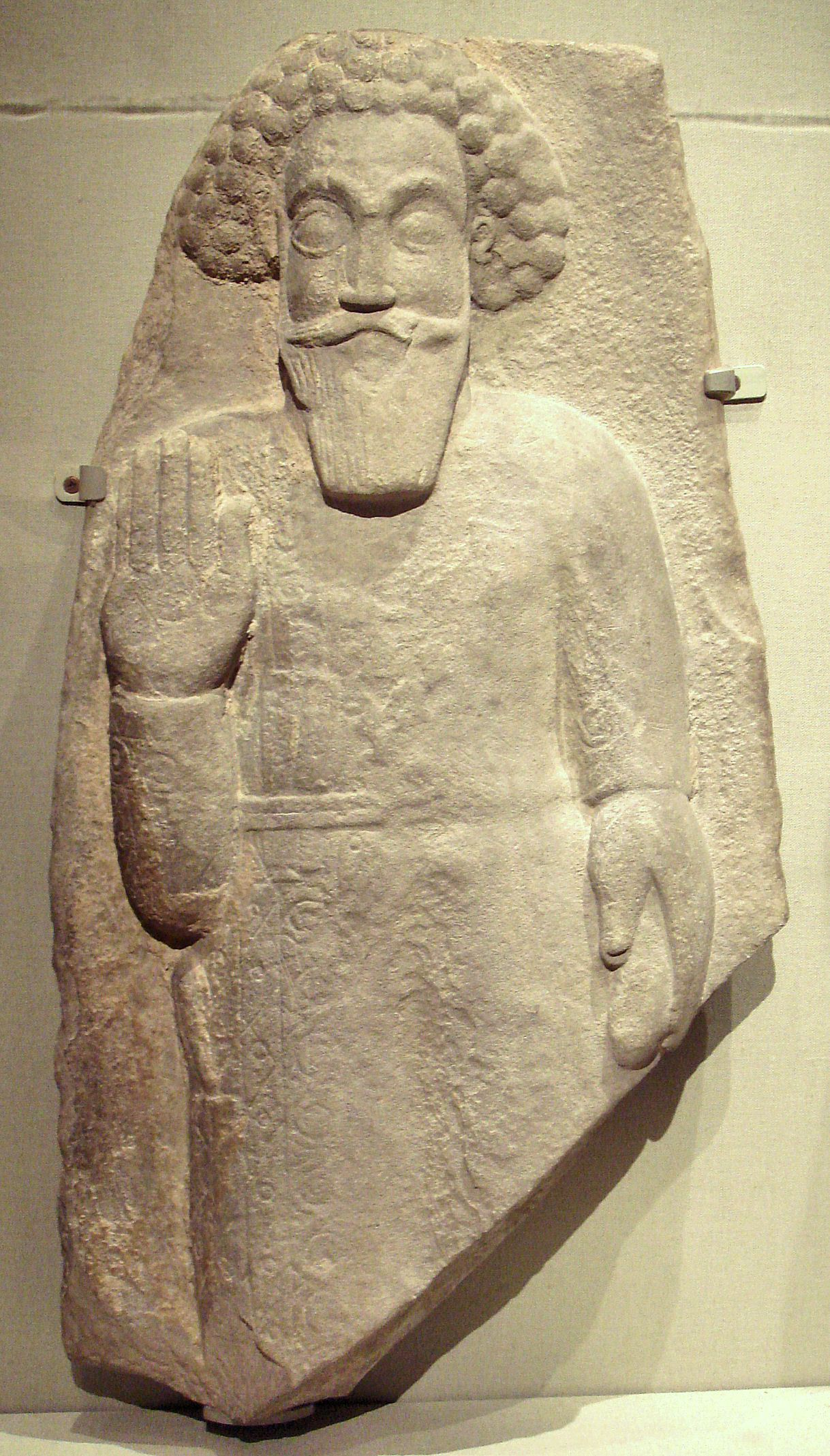
Bassorilievo votivo partico dalla provincia del Khūzestān, Iran, II secolo d.C.

Nell'Impero partico, essendo eterogeneo sia dal punto di vista politico che da quello di vista culturale, erano diffuse diverse religioni, tra cui le più diffuse erano quelle politeiste greca e persiana. A parte una minoranza di ebrei e cristiani, la maggioranza dei Parti era politeista. A causa del sincretismo tra le divinità greche e persiane sorto già in epoca seleucide e perpetuatosi in età partica, esse vennero spesso fuse in una: per esempio, Zeus fu spesso confuso con Ahura Mazdā, Ade con Angra Mainyu, Afrodite e Hera con Anahita, Apollo con Mitra, e Hermes con Shamash. Oltre ai dei e alle dee principali, ogni città e gruppo etnico aveva le proprie divinità caratteristiche. Come i re seleucidi, l'arte partica attesta che i re arsacidi si consideravano essi stessi delle divinità; questo culto dell'imperatore era forse il più diffuso.
L'estensione del patronato arsacide dello zoroastrismo è dibattuto nella storiografia moderna: il Mazdaismo si era evoluto in una prima forma di Zoroastrismo già in epoca partica, ma non è chiaro fino a quale portata la corte arsacide aderì a questa religione. I seguaci di Zoroastro avrebbero trovato i sacrifici sanguinolenti di alcuni culti persiani di epoca partica inaccettabili. Tuttavia vi è evidenza che Vologese I abbia favorito la presenza di sacerdoti magi zoroastriani a corte e abbia promosso la redazione dei testi sacri dello Zoroastrismo che successivamente formarono l'Avestā; va tuttavia osservato che la maggioranza degli specialisti in materia è incline a respingere la teoria che un testo scritto dell'Avesta esistesse già in epoca arsacide, asserendo, invece, che i contenuti di questi testi sacri venissero trasmessi, almeno inizialmente, per via orale. La corte sasanide avrebbe in seguito adottato lo Zoroastrismo come religione ufficiale di stato dell'Impero.
Anche se il profeta Mani (216-276 d.C.) fondò il Manicheismo solo nel 228/229 d.C., agli inizi del periodo sasanide, Bivar ritiene che ci sia un collegamento con la fine della dinastia arsacide; egli sostiene che la sua nuova fede conteneva "elementi di credenze mandee, cosmogonia iranica, e persino echi di Cristianesimo... [Essa] potrebbe essere considerata come una riflessione tipica delle dottrine religiose miste del tardo periodo arsacide, che l'ortodossia zoroastriana dei Sasanidi avrebbe presto spazzato via"; secondo il suddetto Bivar, il Manicheismo sarebbe nato proprio a causa della caduta della dinastia arsacide, in quanto Mani, colpito dai vani tentativi di restaurare la dinastia arsacide, avrebbe deciso di fondare una nuova religione "che avrebbe riaffermato i valori arsacidi" almeno in ambito religioso; secondo Bivar il Manicheismo può essere considerato, pertanto, "una delle ultime manifestazioni di pensiero arsacide".
Vi è scarsa evidenza archeologica per la diffusione del Buddhismo dall'Impero Kusana all'Iran vero e proprio; secondo Emmerick, "su basi archeologiche sembra possibile dedurre che non fiorì mai a ovest della linea congiungente Balch con Qandahar", implicando che la diffusione del Buddhismo nell'Impero partico fu limitata alle regioni orientali. Tuttavia, è noto da fonti cinesi che alcuni monaci buddhisti partici rivestirono un ruolo determinante nella diffusione del Buddhismo in Cina: viene menzionato ad esempio Ān Shìgāo (II secolo d.C.), nobile partico e monaco buddhista, che viaggiò fino a Luoyang nella Cina Han come missionario buddhista e tradusse alcuni sutra del canone buddhista in Cinese.

## Economia

### Monetazione
In genere di argento, la dracma, inclusa la tetradracma, era la valuta standard usata in tutto l'Impero dei Parti. Gli Arsacidi mantennero zecche regali nelle città di Ecatompilo, Seleucia, e Ecbatana. Molto probabilmente operava una zecca anche a Mithridatkert/Nisa. Dalla nascita dell'Impero fino al suo collasso, le dracma coniate durante il periodo partico raramente pesavano meno di 3,5 g o più di 4,2 g. Le prime tetradracma partiche, pesando in principio intorno ai 16 g con qualche variazione, appaiono dopo che Mitridate I conquistò la Mesopotamia, ed erano coniate esclusivamente a Seleucia.

### Commercio

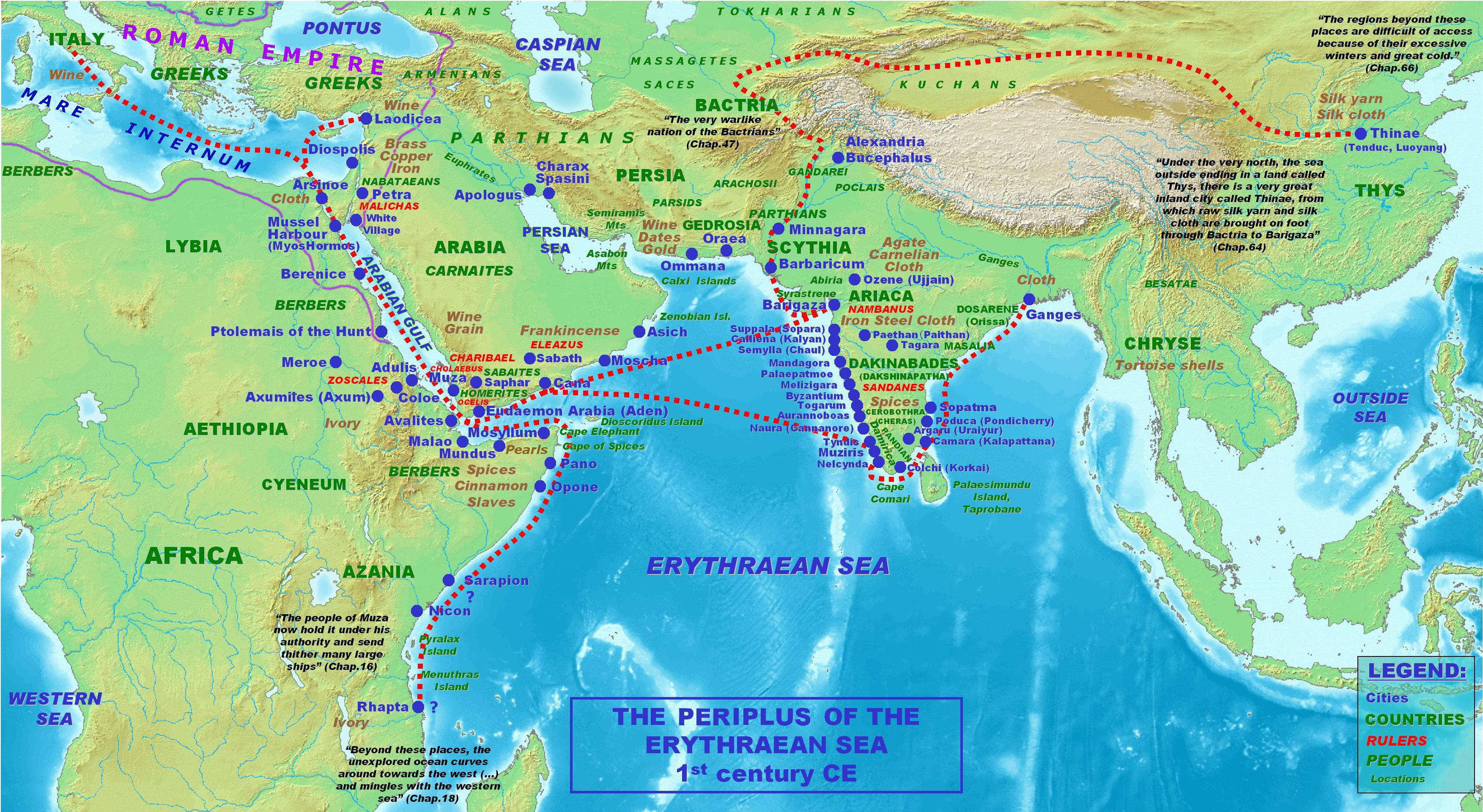
Commercio romano con l'India secondo il Periplus maris erythraei, I secolo d.C., che di fatto tagliava fuori la Partia.

Plinio racconta che il commercio era fiorente, prima di tutto tra Romani e Parti:
(Plinio il Vecchio, Naturalis Historia, VI, 162.)
In seguito all'impresa diplomatica di Zhang Qian in Asia Centrale durante il regno dell'Imperatore Wudi degli Han (r. 141-87 a.C.), l'Impero Han di Cina inviò una delegazione alla corte di Mitridate II nel 121 a.C. L'ambasceria Han aprì relazioni commerciali ufficiali con la Partia attraverso la Via della seta anche se non ottenne la desiderata alleanza militare contro la confederazione Xiongnu. L'Impero dei Parti si arricchì ulteriormente tassando il percorso euroasiatico delle carovane lungo la via della seta, il bene più costoso importato dai Romani. Le perle erano un altro bene di alto valore importato dalla Cina, mentre i Cinesi acquistavano dai Parti spezie, profumi, e frutti. Gli animali esotici erano inoltre impiegati come presenti che gli Arsacidi inviavano alla corte Han; nell'87 d.C. Pacoro II inviò leoni e gazzelle persiane all'Imperatore Zhangdi degli Han (r. 75-88 d.C.). Oltre alla seta, i beni partici comprati dai mercanti romani comprendevano anche ferro dall'India, spezie, e cuoio fine. Le carovane che viaggiavano lungo l'Impero partico portavano vasellame lussuoso asiatico-occidentale e talvolta romano in Cina.

## Lingue e dialetti
I Parni molto probabilmente parlavano una lingua iranica orientale, descritta dalle fonti antiche come una via di mezzo tra il medo e la lingua scita, in aperto contrasto con la lingua iranica nordoccidentale parlata all'epoca in Partia. Dopo aver conquistato la regione, i Parni adottarono il partico come lingua ufficiale di corte, parlandolo oltre al Medio Persiano, Aramaico, Greco, Babilonese, Sogdiano e altre lingue dei territori multietnici che avrebbero conquistato nei secoli successivi. La lingua partica era scritta con caratteri distinti derivanti dai caratteri adoperati dalla cancelleria imperiale aramaica degli Achemenidi, e che successivamente si trasformarono nel sistema di scrittura Pahlavi.

## Cultura

### Ellenismo e rinascimento iraniano

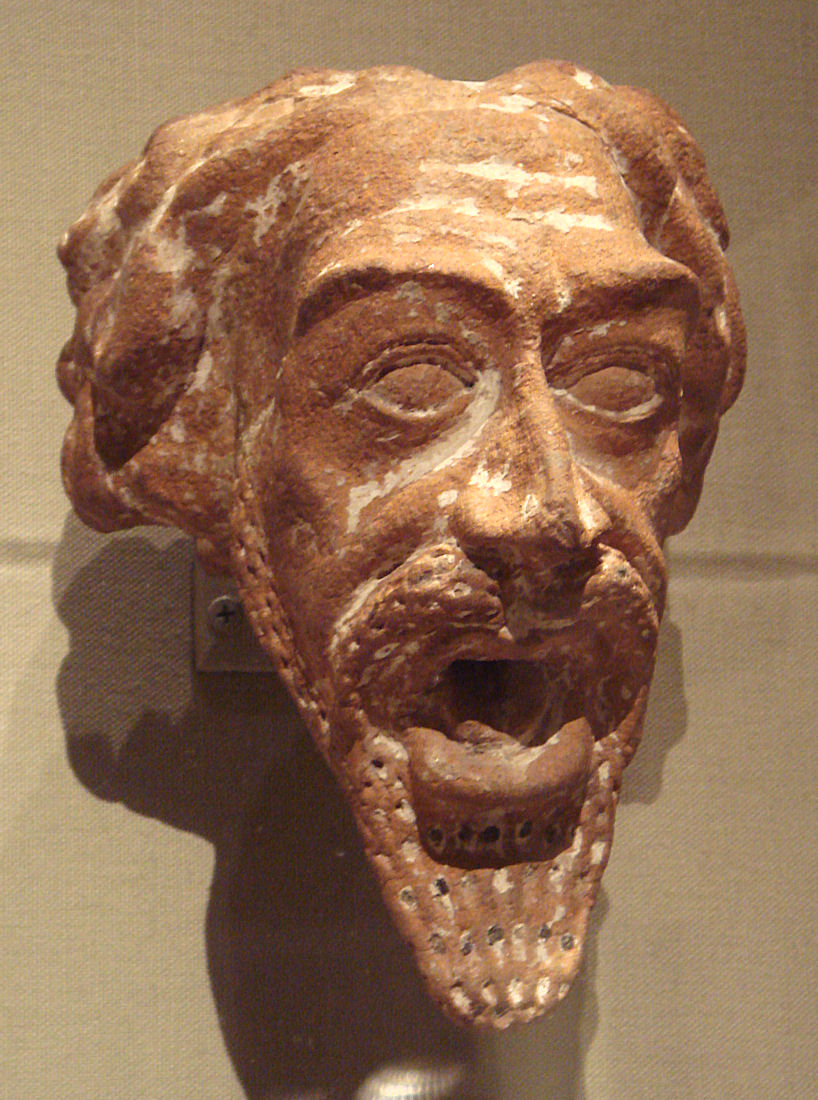
Testa di un Partico, datata al I od al II secolo d.C.

Sebbene la cultura ellenistica dei Seleucidi fosse stata adottata da tutti i popoli del Vicino Oriente nel corso del periodo Ellenistico, il periodo partico fu segnato da una rinascita culturale persiana nella religione, nelle arti, e persino nell'abbigliamento. Consapevoli di entrambe le radici ellenistica e persiana della loro sovranità, i re arsacidi si autoproclamarono Re dei Re (come la precedente dinastia persiana degli Achemenidi) e filelleni ("amici dei Greci"). La pratica di incidere la parola "filoelleno" sulle monete partiche si interruppe, tuttavia, con il regno di Artabano II, a causa del progressivo abbandono delle tradizioni ellenistiche dovuto alla rinascita della civiltà persiana in Partia. Vologase I fu il primo arsacide a far apparire sulle monete da lui fatte battere delle scritte in caratteri partici e in lingua partica insieme al greco, ormai non più compreso dalla maggior parte della popolazione. Malgrado ciò, le incisioni in caratteri greci continuarono ad essere presenti sulle monete partiche fino al collasso dell'Impero.
L'influenza culturale ellenistica, tuttavia, non scomparve del tutto dall'Impero partico, e vi è evidenza che gli Arsacidi assistevano a spettacoli teatrali greci. Quando la testa di Crasso fu portata a Orode II, egli e il re armeno Artavasde II erano impegnati ad assistere a una rappresentazione di Le Baccanti del commediografo greco Euripide (c. 480-406 a.C.). Il produttore dell'opera teatrale decise di adoperare la testa di Crasso al posto della testa finta di Penteo.
Sulle sue monete, Arsace I è rappresentato con un aspetto simile ai satrapi achemenidi. Secondo A. Shahbazi, Arsace "deliberatamente diverge dalle monete seleucidi per enfatizzare le sue aspirazioni nazionalistiche e regali, e si autodefinisce Kārny/Karny (Greco: Autocratos), un titolo già impiegato dai supremi generali achemenidi, come Ciro il Giovane." In linea con le tradizioni achemenidi, immagini in rilievo sulla roccia di re arsacidi vennero scavate sul Monte Behistun, dove Dario I di Persia (r. 522-486 a.C.) aveva fatto incidere le iscrizioni regali. Inoltre, gli Arsacidi rivendicarono una presunta discendenza da Artaserse II di Persia (r. 404-358 a.C.) per rafforzare la loro legittimità sul governo di territori precedentemente achemenidi, rivendicando di essere i "legittimi successori dei re gloriosi" dell'antica Persia. Per esempio, Artabano II chiamò uno dei suoi figli Dario e rivendicò di essere l'erede di Ciro. I re arsacidi scelsero nomi tipicamente zoroastriani per sé stessi, alcuni dei quali presi dallo "sfondo eroico" dell'Avestā, secondo V.G. Lukonin. A conferma di come la corte arsacide riportò in auge le antiche tradizioni persiane, va osservato che i Parti abbandonarono l'uso del calendario macedone introdotto in Partia dai Seleucidi, sostituendolo con il calendario babilonese: furono comunque apportate delle modifiche a quest'ultimo calendario, prendendo i nomi dei mesi dell'anno dal calendario persiano achemenide.

### Letteratura
Nei fatti, non esiste una letteratura di lingua partica che sia sopravvissuta nella sua forma originaria, in quanto i Parti, pur possedendo un proprio sistema di scrittura caratteristico, non tramandarono la propria letteratura per iscritto, ma soltanto per via orale; pertanto, le opere sopravvissute sono pervenute soltanto in forma alterata, tramandate dapprima in forma orale e solo successivamente trascritte. La letteratura secolare partica consisteva principalmente in poemi epici accompagnati da musica e recitati oralmente dal menestrello di corte (gōsān); tuttavia, i loro racconti, composti in versi, non furono tramandati per iscritto fino al successivo periodo sasanide. Si ritiene che storie come il racconto romantico Vis e Rāmin e il ciclo epico della dinastia Kayaniana facessero parte del corpus della letteratura orale di epoca partica, sebbene compilate molto tempo dopo. Sebbene la letteratura di lingua partica non fu tramandata in forma scritta, vi è evidenza che gli Arsacidi riconoscevano e rispettavano la letteratura greca scritta antica.

### Arte

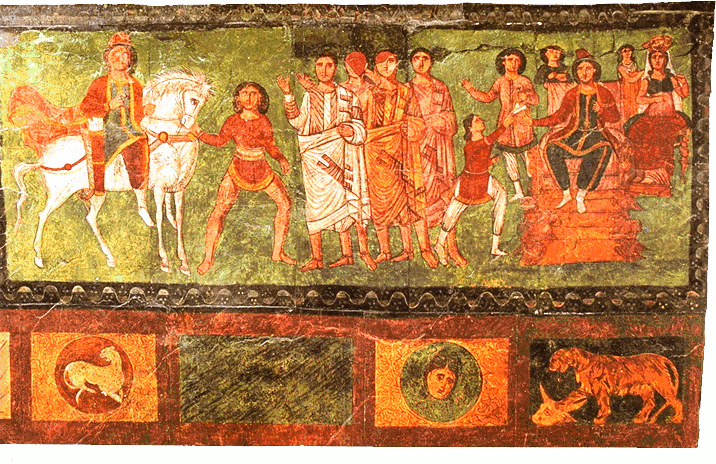
Un murale ritraente una scena tratta dal Libro di Ester nella Sinagoga di Dura Europos, datata al 245 d.C., che Curtis e Schlumberger descrivono come un esempio fine di 'frontalità partica'

L'arte partica può essere suddivisa in tre fasi geo-storiche: l'arte della Partia propriamente detta; l'arte dell'plateau iranico; e l'arte della Mesopotamia partica. Le prime opere d'arte genuinamente partiche, rinvenute a Mithridatkert/Nisa, combinavano elementi di arte greca e persiana in linea con le tradizioni achemenidi e seleucidi. Nella seconda fase, l'arte partica trasse ispirazione dall'arte achemenide, come esemplificato dal bassorilievo dell'investitura di Mitridate II sul Monte Behistun. La terza fase si sviluppò gradualmente dopo la conquista partica della Mesopotamia.
Motivi comuni del periodo partico comprendono scene di battute di caccia regali e di investitura di re arsacidi. L'uso di questi motivi si estese fino a comprendere ritratti di re locali. Venivano realizzati bassorilievi sulla roccia, affreschi, e persino graffiti. Motivi geometrici e stilizzati di piante vennero usati anche su pareti di stucco e gesso. Il motivo comune del periodo sasanide consisteva in due cavalieri impegnati in un combattimento con le lance e fece la sua prima comparsa nei bassorilievi partici sul Monte Behistun.

#### Scultura e pittura
Nei ritratti i Parti tendevano a enfatizzare la frontalità, e ciò significava che ogni persona ritratta in dipinti, sculture e rilievi sulle monete volgeva direttamente lo sguardo verso l'osservatore invece di mostrare il suo profilo. Anche se l'uso della frontalità nei ritratti era una vecchia tecnica artistica già in uso prima del periodo partico, la frontalità partica era contraddistinta da tratti innovativi, come spiegato da Daniel Schlumberger:
(Schlumberger)
L'arte partica, con il suo uso caratteristico della frontalità nei ritratti, fu abbandonata a causa dei profondi cambiamenti culturali e politici introdotti dall'Impero sasanide. Tuttavia, anche in seguito all'occupazione romana di Dura-Europos nel 165 d.C., l'uso della frontalità partica continuò a fiorire nella zona. Ciò è esemplificato dai murali risalenti all'inizio del III secolo d.C. della Sinagoga di Dura Europos, un tempio nella stessa città dedicato a divinità palmirene, e il locale Mitreo.

#### Architettura

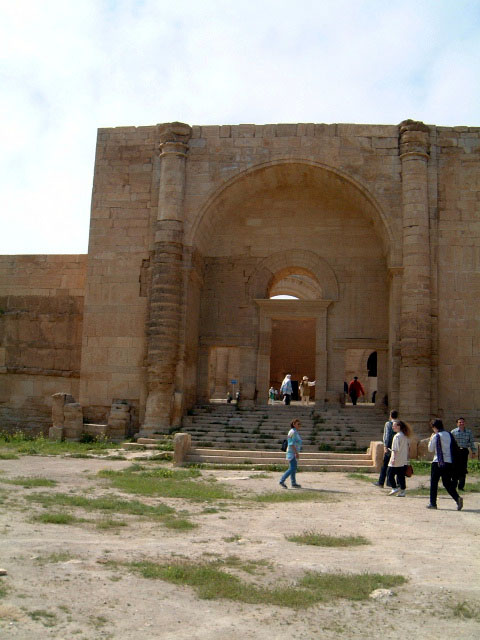
Un iwan a volta a botte all'ingresso dell'antico sito di Hatra, odierno Iraq, costruito nel 50 d.C. circa

L'architettura partica, pur adottando elementi dell'architettura achemenide e greca, rimase ben distinta dalle due. Lo stile è attestato per la prima volta a Mithridatkert, ossia Nisa. L'Ingresso circolare di Nisa è simile ai palazzi ellenistici, ma differente in quanto forma un cerchio e una volta dentro uno spazio quadrato. Tuttavia, le opere d'arte di Nisa, statue di marmo comprese, sono indubbiamente influenzate dall'arte greca.
Un elemento caratteristico dell'architettura partica era l'iwan, un ingresso sostenuto da archi o volte a botte e aperto da un solo lato. L'uso della volta a botte sostituì l'uso ellenistico di colonne per sostenere i tetti. Sebbene l'iwan fosse già noto persino anteriormente al periodo achemenide e adoperato in strutture più piccole e sotterranee, furono i Parti i primi a costruirli su scala monumentale. I primi iwan partici sono stati rinvenuti a Seleucia, e sono datati al I secolo d.C. Iwan monumentali sono stati rinvenuti anche negli antichi templi di Hatra e furono forse modellati sullo stile partico. Gli iwan partici più grandi di quel sito avevano una lunghezza di 15 m.

#### Oreficeria ed artigianato
Molti oggetti del cosiddetto "periodo partico", ovvero prodotti durante la dominazione partica (dal III secolo a.C. al III secolo d.C.), sia d'oreficeria che d'artigianato (compresi oggetti in metallo e ceramica), furono ampiamente influenzati sia dalle precedenti civiltà iraniche del periodo assiro-babilonese, sia da quella ellenistica giunta fino all'Indo con Alessandro Magno alla fine del IV secolo a.C.

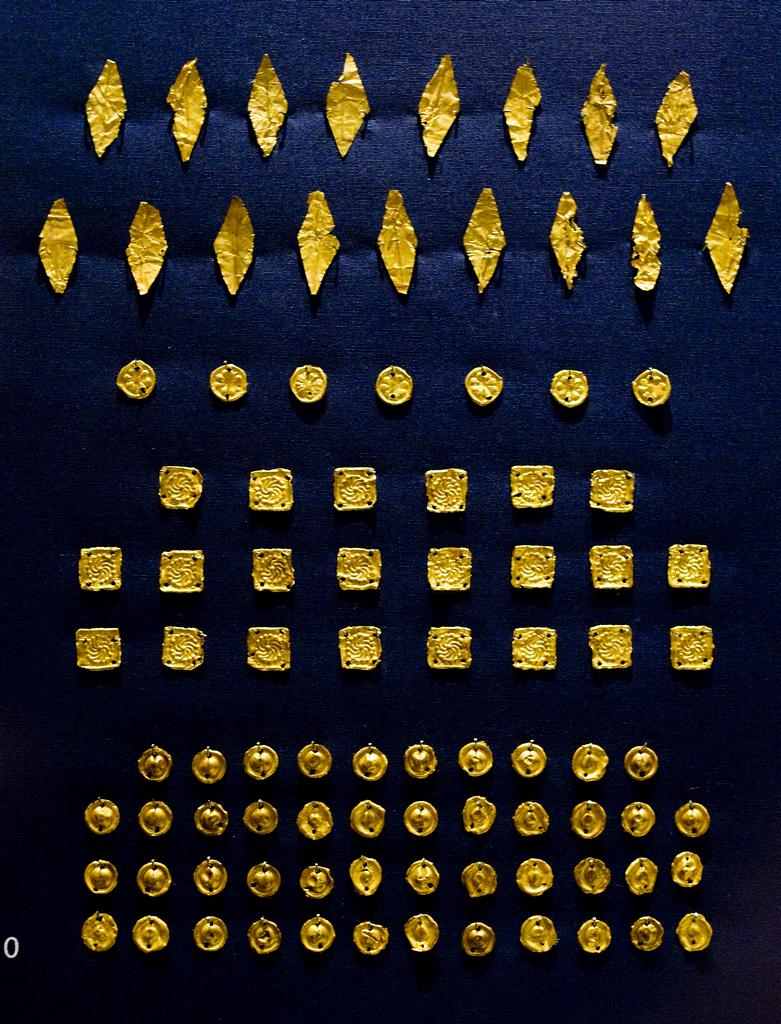
Gioielli d'oro partici rinvenuti in un sito di sepoltura a Ninive (presso l'odierna Mosul, in Iraq (1).
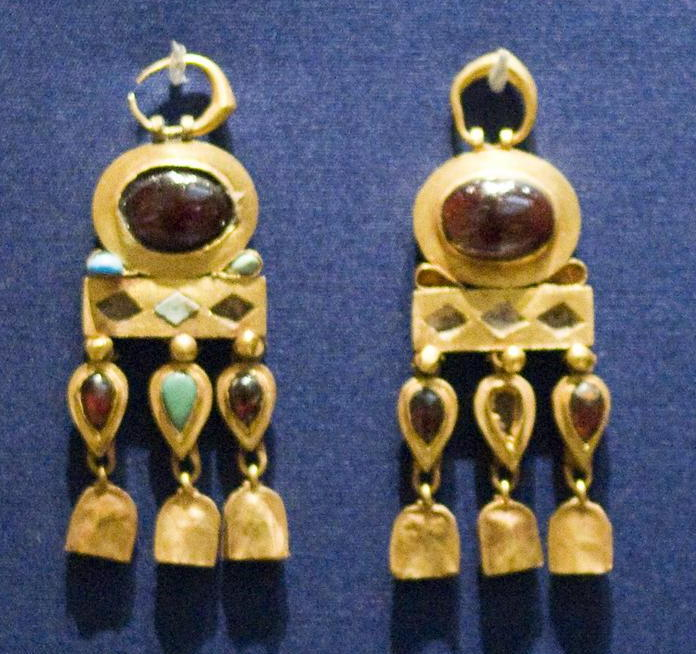
Gioielli d'oro partici rinvenuti in un sito di sepoltura a Ninive (presso l'odierna Mosul, in Iraq (2).
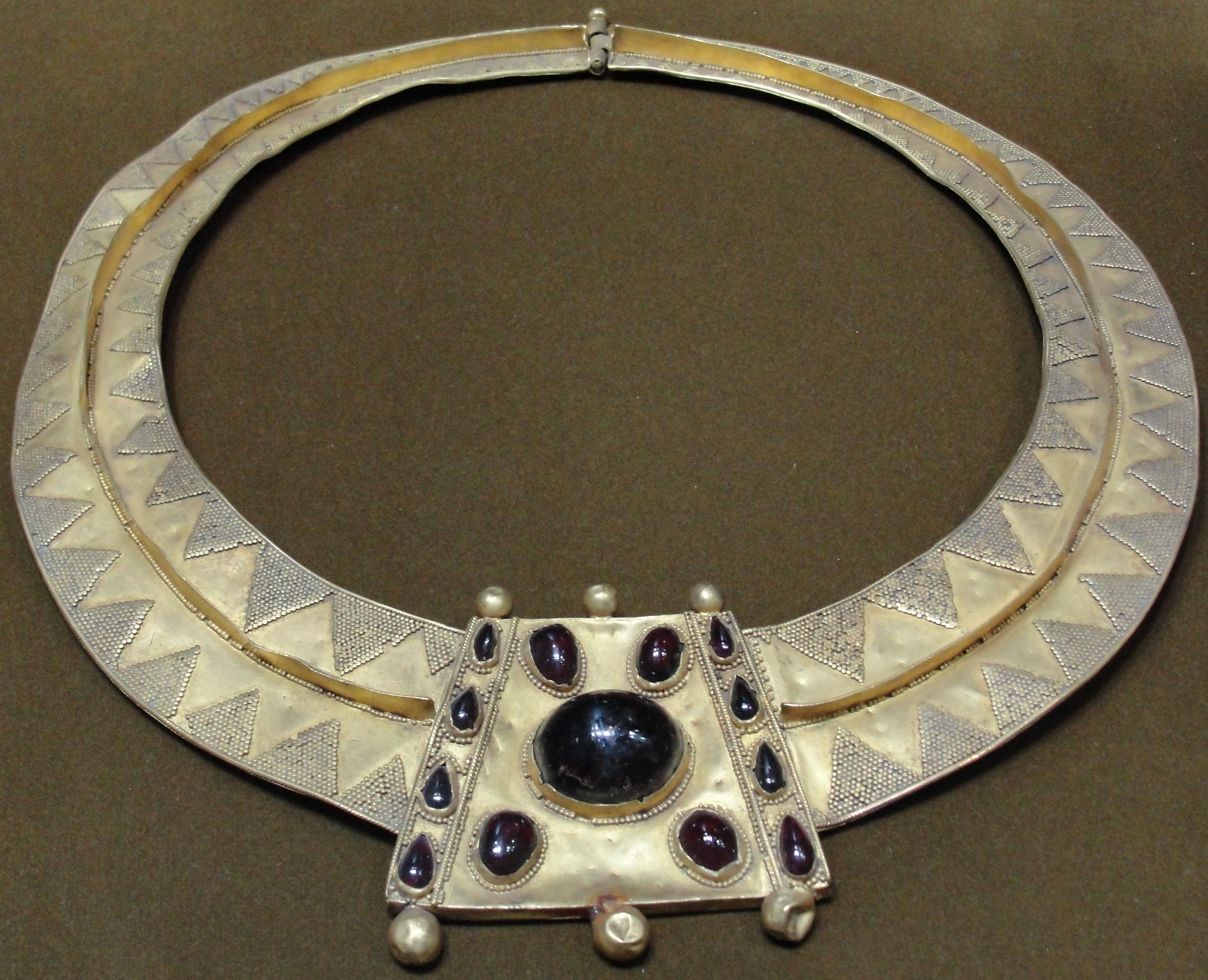
Collana d'oro partica, II secolo d.C., Iran, Reza Abbasi Museum.
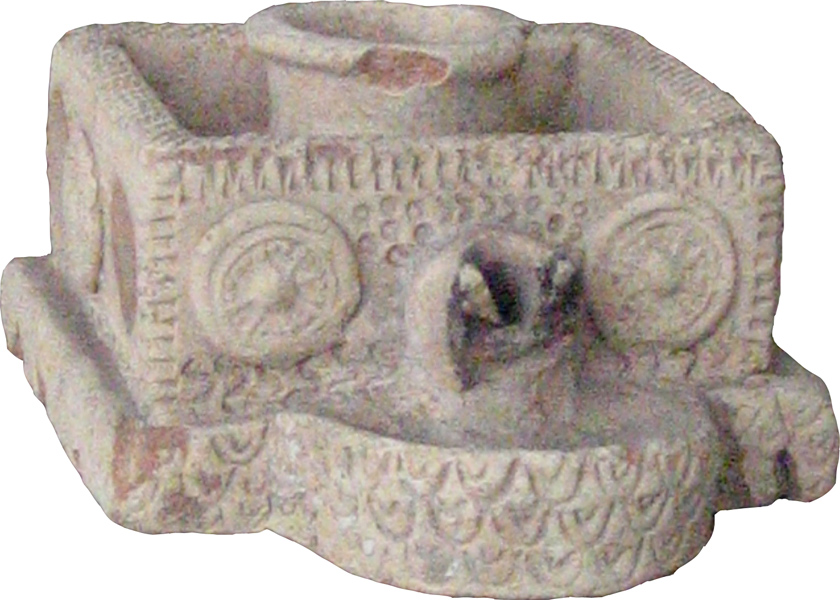
Una lampada ad olio di ceramica partica, Khūzestān, Iran, Museo Nazionale dell'Iran
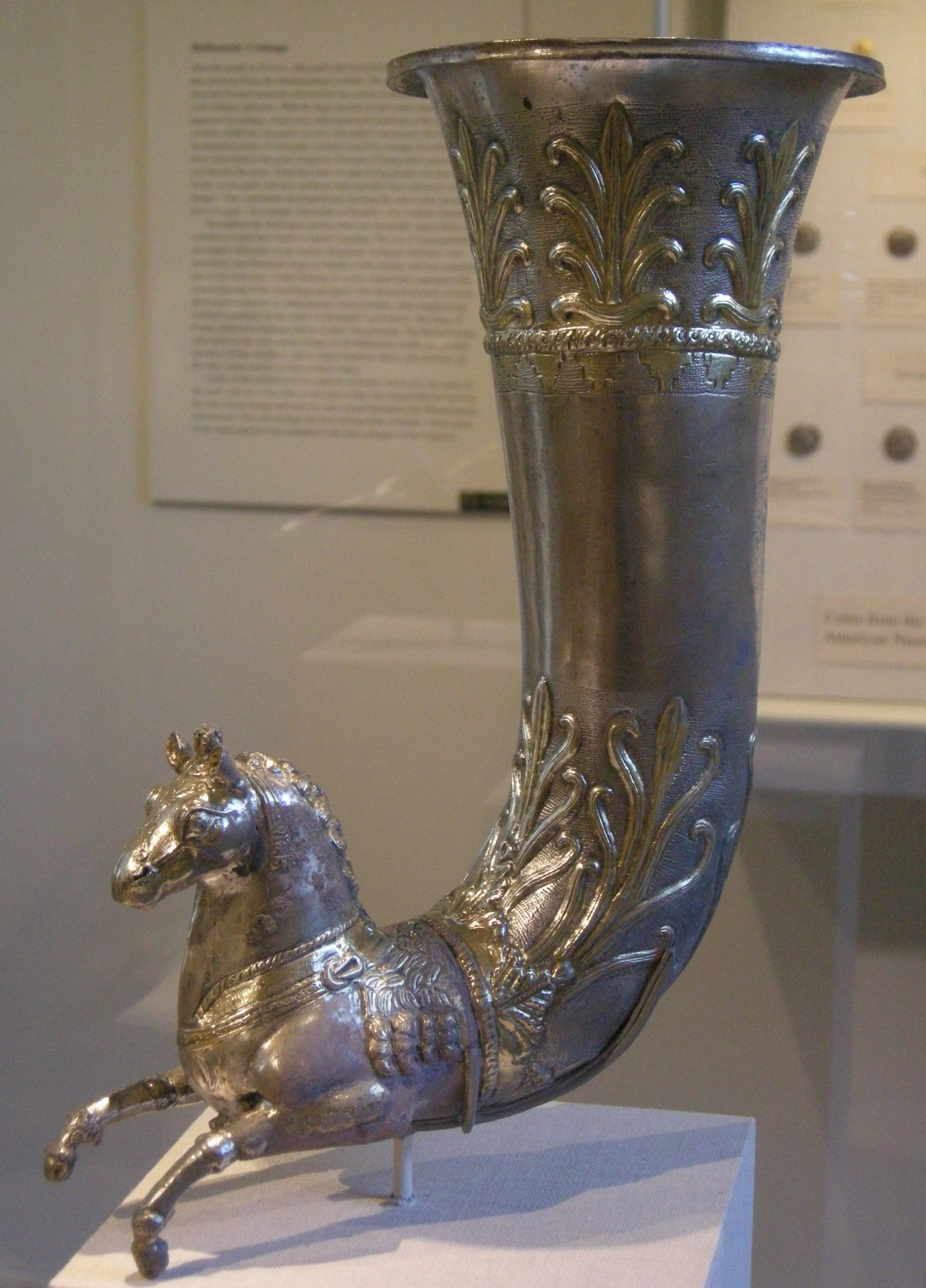
Contenitore del II secolo a.C. d'argento dorato, ellenistico-partico.

## Fonti principali
Resoconti locali ed esteri, come anche fonti non scritte, come rinvenimenti archeologici, sono stati adoperati per ricostruire la storia dei Parti. Anche se la corte partica conservava i registri, i Parti trascurarono lo studio sistematico della propria storia; la prima storia universale dell'Iran, il Khwaday-Namag, fu completata solo durante il regno dell'ultimo Shahanshah sasanide Yazdegerd III (r. 632-651 d.C.). Le fonti indigene riguardanti la storia partica sono molto poche, molto meno rispetto a qualsiasi altro periodo della storia della Persia. La maggior parte dei resoconti scritti coevi sulla Partia è costituita da iscrizioni in greco, partico o aramaico.
Le fonti di maggior valore per la ricostruzione di una accurata cronologia dei re arsacidi sono i dracma di metallo fatte battere da ogni re. Queste rappresentano una "transizione dai resti non-testuali a quelli testuali", secondo lo storico Geo Widengren. Altre fonti partiche adoperate per ricostruire la loro cronologia comprendono tabelle astronomiche in caratteri cuneiformi e colophon rinvenuti a Babilonia. Fonti scritte indigene comprendono inoltre iscrizioni in pietra, pergamene e papiri, oltre a ostraca di ceramica. Tali fonti scritte indigene forniscono inoltre informazioni determinanti per la conoscenza di vari aspetti della civiltà partica: per esempio, il rinvenimento di ostraca di ceramica nella capitale partica (primo periodo) di Mithradatkert/Nisa in Turkmenistan ha permesso ai studiosi di reperire informazioni utili sulla vendita e sul deposito di merce come il vino in epoca partica; insieme alle pergamene rinvenute in siti come Dura-Europos, queste ostraca di ceramica forniscono inoltre informazioni di valore sull'amministrazione e sul governo partico, come l'organizzazione delle province o il sistema fiscale, nonché sui titoli militari in uso all'epoca.
Le opere storiche greche e latine, che rappresentano la maggioranza dei materiali riguardanti la storia dei Parti, non sono considerate interamente attendibili perché scritte dalla prospettiva dei rivali e nemici in tempo di guerra. Tali fonti estere in genere si soffermano sui principali avvenimenti militari e politici, trascurando spesso gli aspetti sociali e culturali della storia partica. I Romani in genere dipingevano i Parti come guerrieri fieri ma anche come popolo culturalmente raffinato; l'inclusione di ricette di pietanze tipicamente partiche nel manuale di ricette del buongustaio romano Apicio esemplifica l'ammirazione da parte dei Romani per la cucina partica. Apollodoro di Artemita e Arriano scrissero delle storie che si soffermavano particolarmente sulla Partia, ma queste opere si sono perdute e sopravvivono solo in frammenti inclusi in altre opere storiche. Isidoro di Carace, vissuto durante il principato di Augusto, fornisce un resoconto dei territori della Partia, probabilmente compilato utilizzando documenti ufficiali del governo partico. In minor dettaglio, diverse notizie importanti sulla storia dei Parti sono fornite nelle opere di Marco Giuniano Giustino, Strabone, Diodoro Siculo, Plutarco, Cassio Dione, Appiano, Flavio Giuseppe, Plinio il Vecchio, e Erodiano.
La storia dei Parti può essere ricostruita anche attraverso la tradizione storica cinese. In contrasto con le storie greche e romane, le prime storie cinesi adottarono un punto di vista più neutrale quando descrivevano la Partia, sebbene l'abitudine dei cronisti cinesi di copiare da opere più vecchie renda difficoltosa la ricostruzione dell'ordine cronologico degli avvenimenti. I Cinesi chiamavano la Partia Ānxī (Cinese: 安息), bisillabo che in cinese antico si pronunciava *ʔˁan*sək, termine forse derivante dal nome greco della città partica Antiochia in Margiana (Greek: Αντιόχεια της Μαργιανήs). Tuttavia, potrebbe anche essere una translitterazione di "Arsace", il fondatore eponimo della dinastia. Le opere storiche cinesi di qualche utilità per ricostruire la storia dei Parti comprendono lo Shiji (Memorie storiche) di Sima Qian, lo Han shu (Libro [storico] degli Han) di Ban Biao, Ban Gu, e Ban Zhao, e lo Hou Han shu (Libro degli Han posteriori) di Fan Ye. Esse forniscono informazioni sulle migrazioni nomadi che condussero alle prime invasioni della Partia ad opera dei Saka, nonché informazioni politiche e geografiche di gran valore. Per esempio, lo Shiji (cap. 123) descrive scambi diplomatici, come l'invio di doni esotici alla corte Han durante il regno di Mitridate II, ma fornisce anche altre informazioni di grande valore sui tipi di colture agricole coltivate in Partia, sulla produzione del vino dall'uva, sul commercio itinerante, e sulle dimensioni e sull'ubicazione del territorio dei Parti. Altra informazione importante trasmessa dallo Shiji è la menzione che i Parti registravano la loro storia "scrivendo orizzontalmente su strisce di cuoio", ovvero, su pergamene.